# Tarifa
Tarifa es un municipio español de la provincia de Cádiz, Andalucía, al extremo sur del país, frente a la costa de Marruecos. Según el INE, en 2022 contaba con 18 564 habitantes en una extensión superficial de 419 km², con una densidad de población de 44,30 hab/km². Está ubicada a una altitud de 7 metros sobre el nivel del mar y a 105 kilómetros de Cádiz.
Dentro del núcleo de población principal se encuentra el punto más meridional de la península ibérica, la punta de Tarifa, accidente geográfico que se sitúa en la isla de Las Palomas, unida hoy a la propia ciudad por medio de una carretera-calle, que sirve de acceso al faro que en ella se ubica.
El cabo o Punta de Tarifa sirve además de divisoria a las aguas del mar Mediterráneo y del océano Atlántico, que se cruzan justo enfrente de la propia ciudad. Está situada en la parte más angosta del canal o estrecho de Gibraltar, a una distancia mínima de 14 kilómetros de las costas marroquíes, lo que la convierte en la ciudad europea más cercana al continente africano. Tarifa colinda al este con los términos municipales de Algeciras y Los Barrios, al norte con el término de Medina Sidonia, al noroeste con los de Vejer de la Frontera y Barbate, al oeste con el océano Atlántico y al sur y sudeste con el mar Mediterráneo.

## Toponimia
El nombre de la ciudad procede del árabe Al Yazirat Tarif o Isla de Tarif. Este nombre le fue dado en 710 a la isla que se encuentra frente a su costa al ser el lugar seleccionado por las tropas expedicionarias de Tarif, comandante de Tarik, en su primer desembarco en la península ibérica. Tras la conquista musulmana de la península ibérica en 711, se fundó en el emplazamiento actual de la ciudad una medina cuyo nombre llegaría al castellano bajo la forma de Tarifa.

## Símbolos
El escudo de Tarifa se encuentra inscrito en el registro de símbolos de las entidades locales de Andalucía con la descripción:

De gules, sobre ondas de azur y plata, un castillo de oro, aclarado de gules, acompañado de tres llaves de oro: una en cada flanco, guardas abajo y hacia fuera puestas en palo, y otra brochante sobre las ondas en posición de faja, guarda a la siniestra y hacia fuera. Bordura de plata con la inscripción «Estote fortes in bello», en letras de sable. Al timbre corona
real abierta.

El castillo de Guzmán El Bueno representa a la ciudad, las llaves marcan la gran importancia estratégica de Tarifa al ser puerta de entrada y salida de España hacia África y el lema estote fortes in bello significa «permaneced fuertes en la guerra».
La bandera de Tarifa toma los colores y elementos más destacados del escudo de la ciudad. Fue diseñada en 1992 y tras su aprobación en pleno municipal ese mismo año se tramitó su inclusión definitiva en el registro de símbolos de las entidades locales de Andalucía que tuvo lugar en 2004. Se describe como:

Bandera rectangular, de proporciones 2:3, compuesta por tres franjas horizontales, roja la superior cargada con tres llaves amarillas verticales, blanca la central y azul la inferior en proporciones 2/3, 1/6 y 1/6, respectivamente.

## Geografía física
Ubicación
Tarifa es la ciudad más meridional de la península ibérica. En el núcleo principal de población se encuentra la llamada Punta de Tarifa, que es el punto más cercano al continente africano, justo frente al estrecho de Gibraltar. Su término municipal limita con el de Algeciras al este, con Barbate y Vejer de la Frontera al oeste y con Medina Sidonia y Los Barrios al norte.
| Noroeste: Vejer de la Frontera | Norte: Medina Sidonia      | Noreste: Los Barrios           |
| Oeste: Barbate                 |                            | Este: Algeciras                |
| Suroeste Estrecho de Gibraltar | Sur: Estrecho de Gibraltar | Sureste: Estrecho de Gibraltar |

Debido a la gran extensión del municipio, en Tarifa se encuentran otros núcleos poblacionales o pedanías. Bajo la figura de entidad local menor se encuentran los núcleos de Facinas y Tahivilla. Facinas dista unos 20 kilómetros del núcleo principal y posee alrededor de 1300 habitantes. Tahivilla por su parte se encuentra a algo más de 26 kilómetros de Tarifa y tiene en la actualidad unos 500 habitantes. Son barriadas de la ciudad los núcleos de La Zarzuela a 39 kilómetros, El Almarchal a 40, Atlanterra a 42 y Bolonia-Lentiscal a 20 kilómetros de Tarifa.
Geología

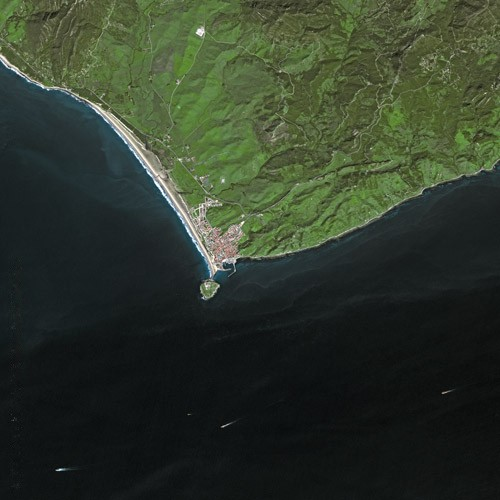
Vista aérea de la ciudad de Tarifa

La compleja geología de los entornos del Estrecho de Gibraltar es el resultado de los sucesivos movimientos tectónicos originados durante la orogenia alpina. Bajo el nombre de Unidades del Campo de Gibraltar se encuentran varias formaciones de similar origen, pero de diferente cronología que ocupan la totalidad del término municipal de Tarifa y tienen su génesis en los depósitos formados en fondos marinos entre las placas de Alborán e Ibérica. De este modo están presentes en el municipio varias unidades con mayor o menos extensión. Destaca la Unidad del Aljibe formada por areniscas en las sierras del interior. La zona adyacente a la Punta de Tarifa pertenece a la Unidad de Algeciras donde destacan las formaciones denominadas Flysch margo-areniscoso-micáceo de origen miocénico y que dan lugar a curiosas formaciones en la costa resultado de la erosión de capas de materiales blandos y a la permanencia de capas de materiales duros. Al oeste las Unidades de Almarchar y Bolonia ocupan parte del territorio y se extienden al otro lado del Estrecho por el norte de África. La Unidad de Almarchal tiene una facies típica con margas esquistosas de color gris-amarillento. La Unidad de Bolonia por su parte es similar a la Unidad de Algeciras, pero en ella aparecen areniscas de la unidad del Aljibe intercaladas con los flysch margosos.
Orografía
Se diferencian claramente en el término municipal tarifeño dos áreas orográficas diferentes. En la zona más cercana a la costa aparecen las denominadas Sierras del Estrecho, que poseen por lo general una orientación norte-sur y enmarcan entre ellas diversos arroyos estacionales y materiales de relleno fluvial. De oeste a este aparecen como más destacadas las sierras de La Plata, Loma de San Bartolomé, sierra de Enmedio y sierra del Cabrito con su máximas alturas en los picos de Plata (458 m), San Bartolomé (442 m), La Peña (448 m) y El Cabrito (536 m). La otra gran unidad de relieve son los montes del interior del término denominados genéricamente Sierras de Algeciras. Las principales formaciones de estas sierras dentro del término son las sierras de Saladavieja y Ojén con sus máximas cotas en Utreras (719 m) y el Tajo de La Corza (831 m). El límite noroccidental lo marcan las sierras del parque natural de Los Alcornocales quedando en Tarifa una amplia área de tierras bajas en la vega del río Almodóvar y la antigua Laguna de La Janda, terrenos hoy destinados al cultivo.
Hidrología

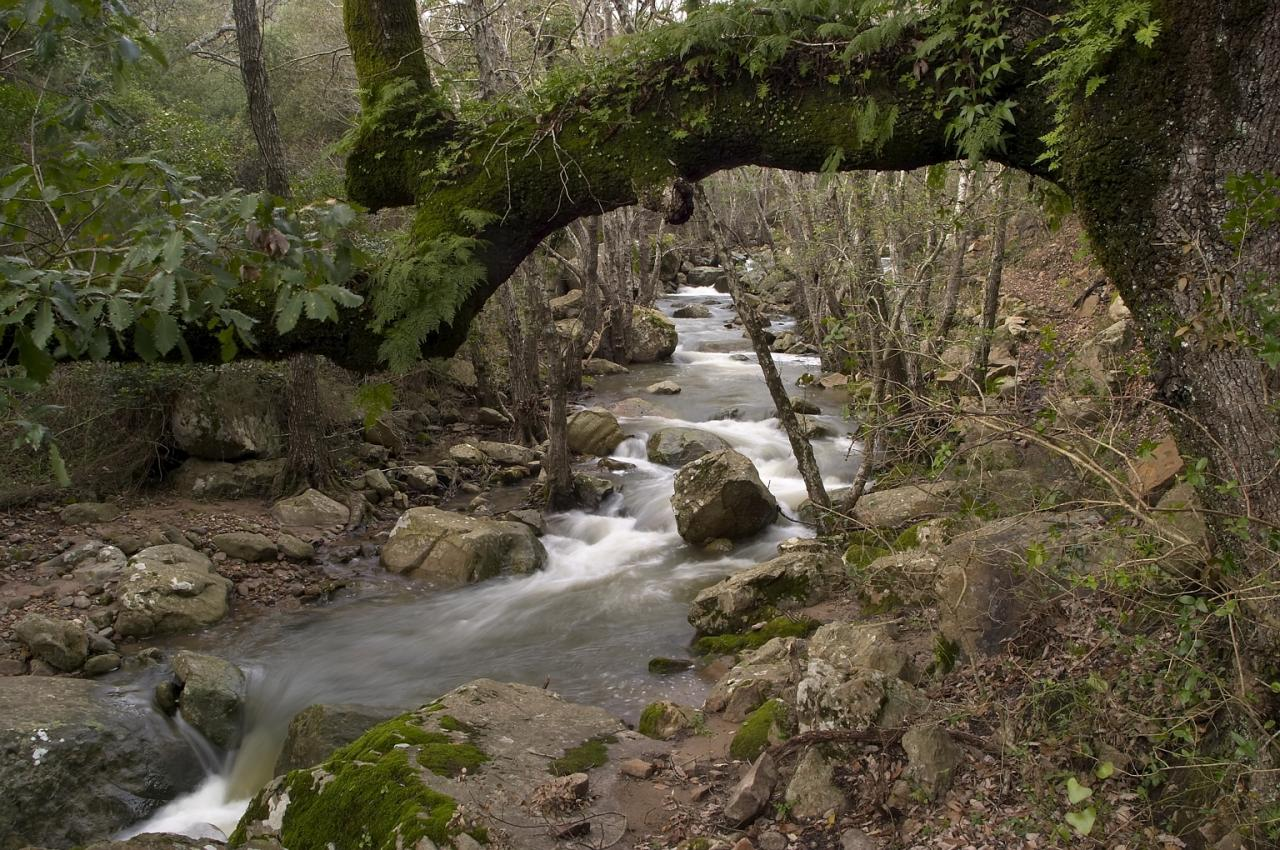
Vista del río Guadalmesí

Existen cuatro ríos de relativa importancia que vierten sus aguas en la costa de Tarifa, los ríos Jara, Valle, Vega y Guadalmesí; los tres primeros desembocan en la costa occidental y son gestionados por la Confederación hidrográfica del Guadalquivir y el cuarto desemboca en la costa oriental y es gestionado por la Confederación hidrográfica del Sur.
Al norte se encuentra el río Almodóvar que nace en la sierra de Ojén y es afluente del río Barbate. Atraviesa un terreno bajo cercano a Facinas que hasta su desecación en los años 60 del siglo XX fue parte de la Laguna de La Janda. La gran red fluvial de este río es aprovechada por un embalse de 5,7 hm³ construido en 1997.
En la zona de costa es posible también encontrar multitud de arroyos estacionales que nacen en los cerros y sierras del Estrecho como el Arroyo del Retiro, Arroyo Viña y el Arrollo de los Alelíes.
Costa

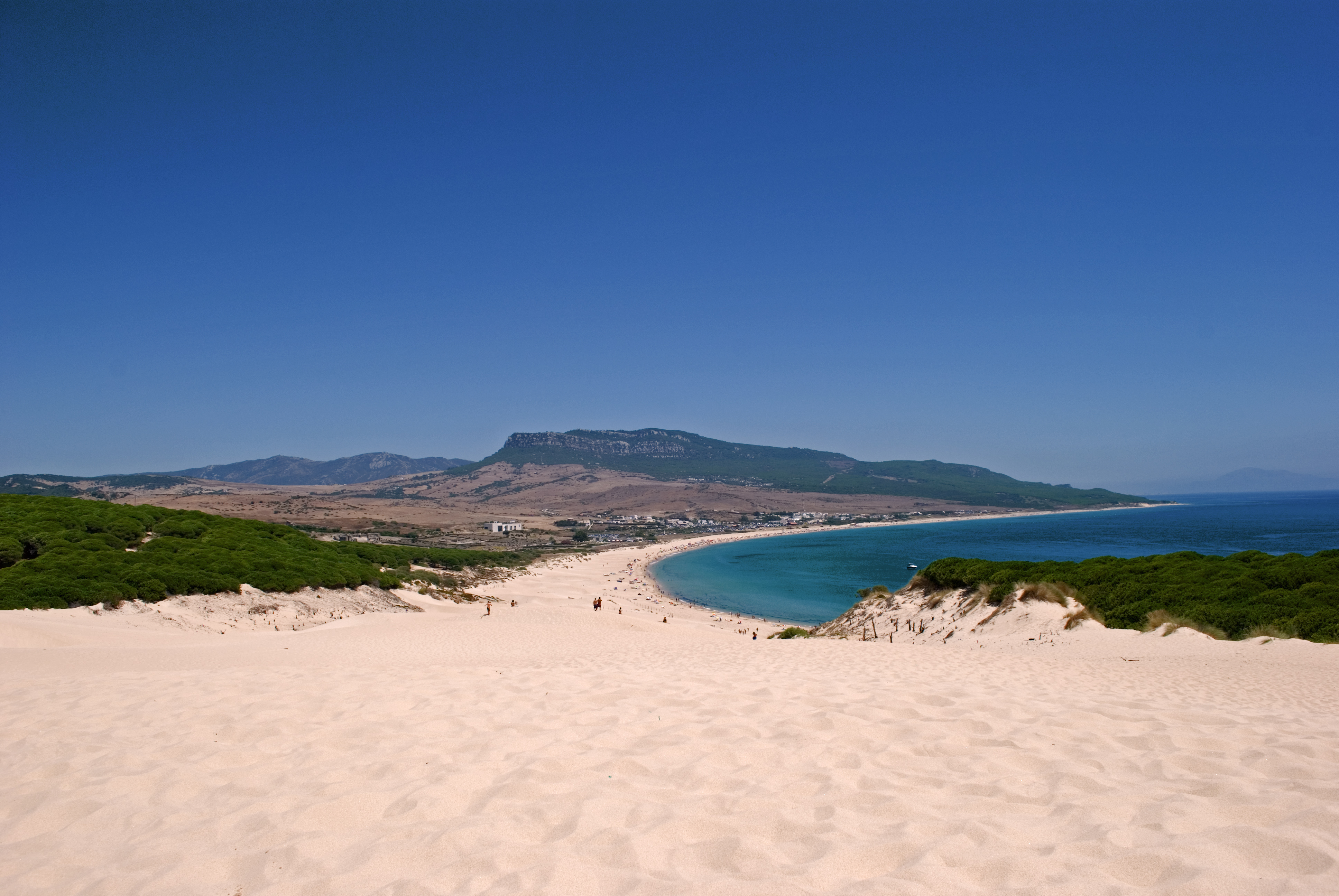
Playa de Bolonia

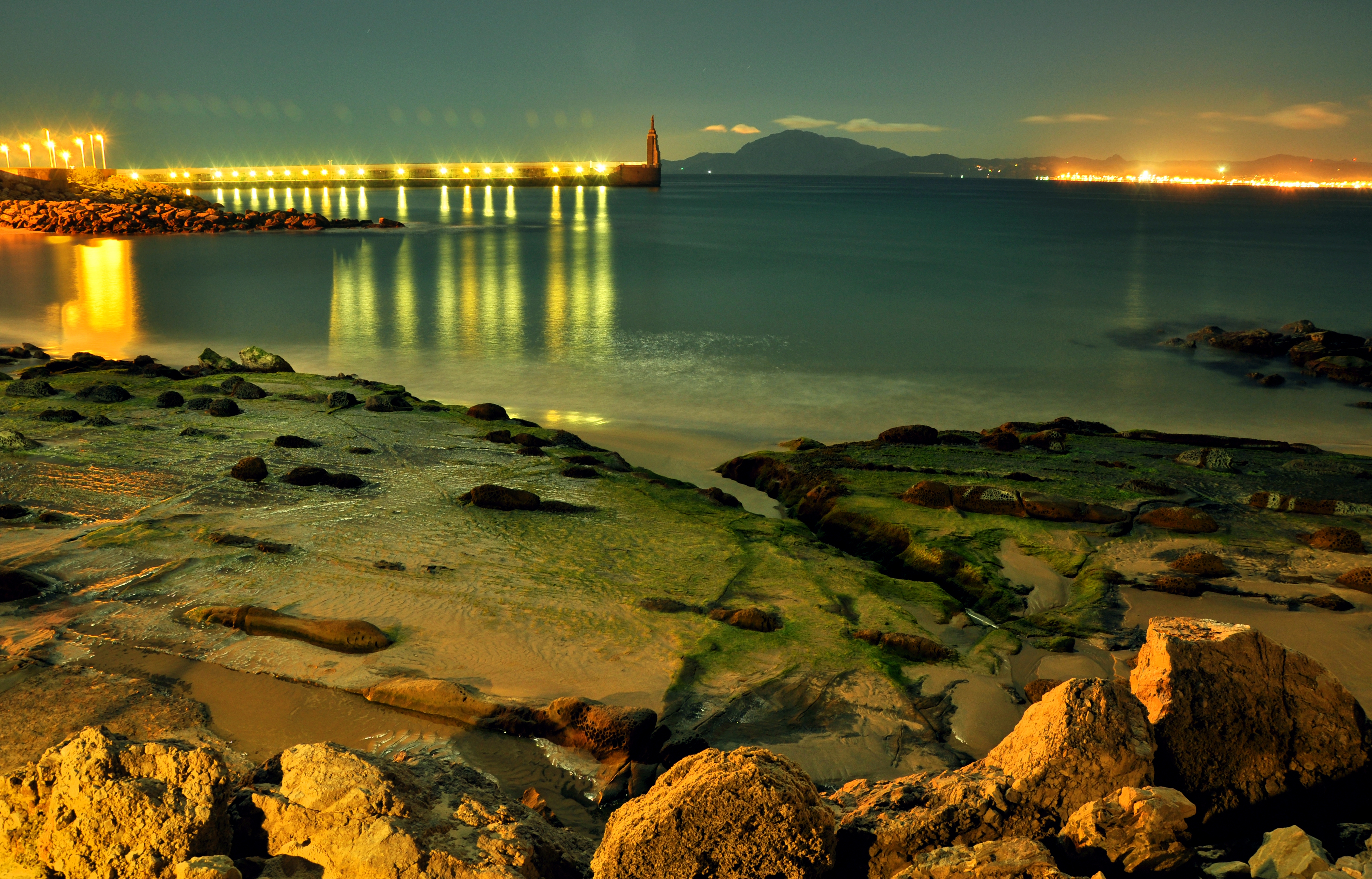
Playa Chica. Tarifa. Estrecho de Gibraltar

La costa de Tarifa se extiende desde la ensenada de Zahara al oeste hasta la ensenada de El Tolmo al este. El litoral del primer tramo es fundamentalmente de costa baja donde se intercalan playas de arenas finas con diversos cabos y puntas. Son destacables en este tramo los acantilados de Punta Camarinal y Punta Paloma y las formaciones dunares de Valdevaqueros y Bolonia. Desde el límite con el término municipal de Zahara de los Atunes hacia la ciudad de Tarifa se encuentran las playas de Atlanterra, Los Alemanes, El Cañuelo, Bolonia, Valdevaqueros y Los Lances. La costa oriental, en dirección a la Bahía de Algeciras, se eleva abruptamente sobre el nivel del mar originando grandes acantilados que alternan con calas rocosas. La denominada playa Chica es una pequeña cala situada en el istmo de la Isla de Tarifa frente al casco antiguo de la ciudad.

### Entorno natural

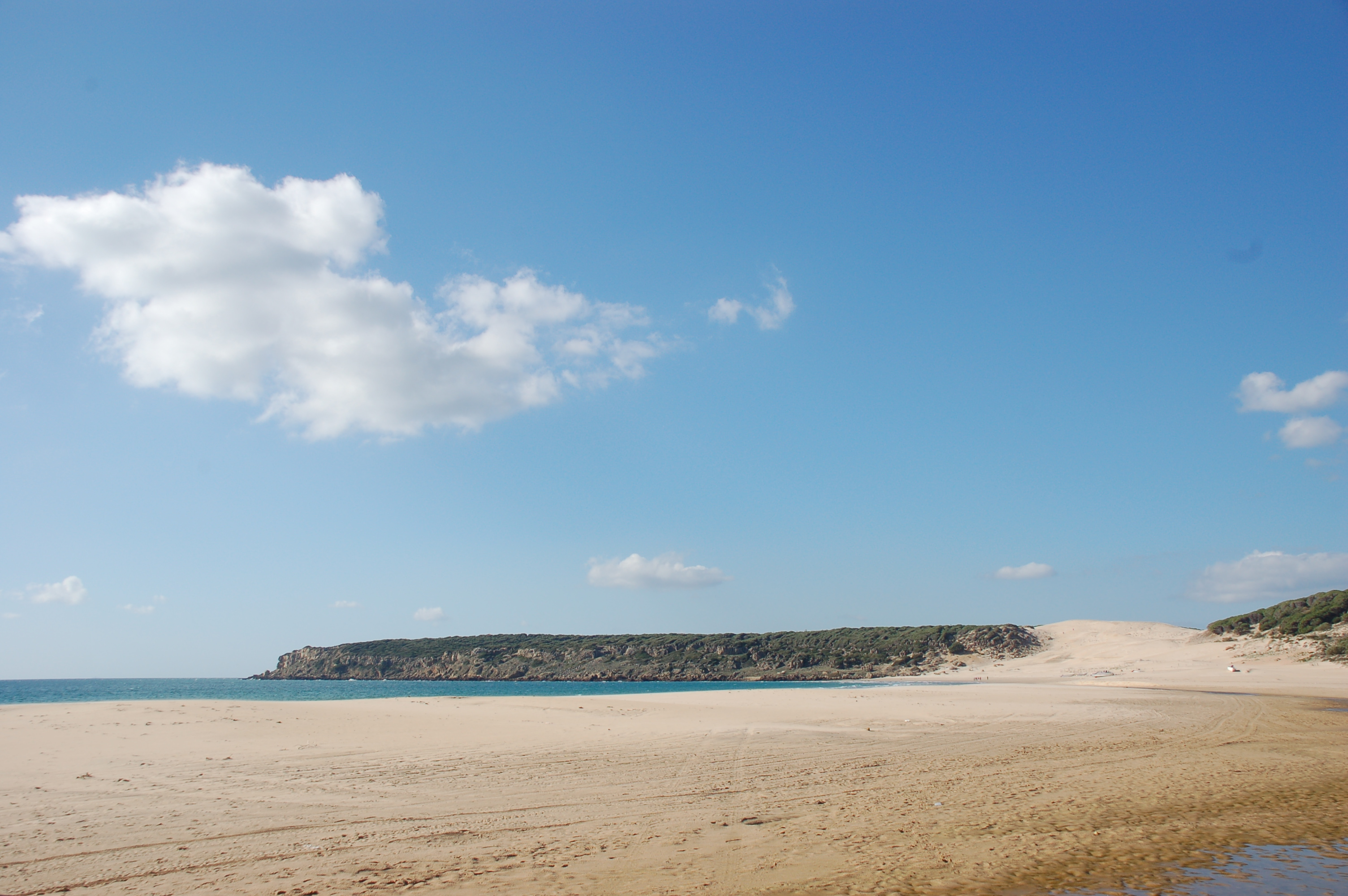
Monumento natural Duna de Bolonia

Aproximadamente el 60 % del término municipal de Tarifa se encuentra amparado por alguna figura de protección oficial. Destaca por su extensión el parque natural de Los Alcornocales que ocupa en Tarifa 17 422 hectáreas siendo el quinto municipio que más superficie aporta a este espacio. La mayor parte de las formaciones vegetales de este parque dentro de Tarifa pertenece a los llamados bosques mediterráneos de Alcornoques con matorral bajo xerófito que en diversos puntos de la sierra de Ojén y Sierra Cabrita alcanzan su más alto grado de desarrollo. En la zona lindante con Algeciras aparecen diversos canutos de especial interés, principalmente el del río Guadalmesí. En estas formaciones riparias destaca la presencia de gran cantidad de pteridófitos relictos de la era terciaria, propios de climas más húmedos.
El parque natural del Estrecho, compartido con Algeciras, ocupa en el municipio 7337 hectáreas terrestres y protege además gran parte del litoral. Destaca en este caso la protección de la Isla de Tarifa, por sus importantes valores ecológicos, o la playa de los Lances. Este paraje natural tiene una extensión de 226 hectáreas y en él vierten sus aguas los ríos Jara, Vega y Salado, siendo especialmente importante para las aves que realizan sus migraciones a través de Estrecho. De igual manera, resulta notable, dentro del parque natural del Estrecho, el monumento natural Duna de Bolonia; esta duna de 30 m de altura se encuentra situada en las proximidades de Punta Camarinal y es uno de los espacios menos alterados de la Costa de la Luz.

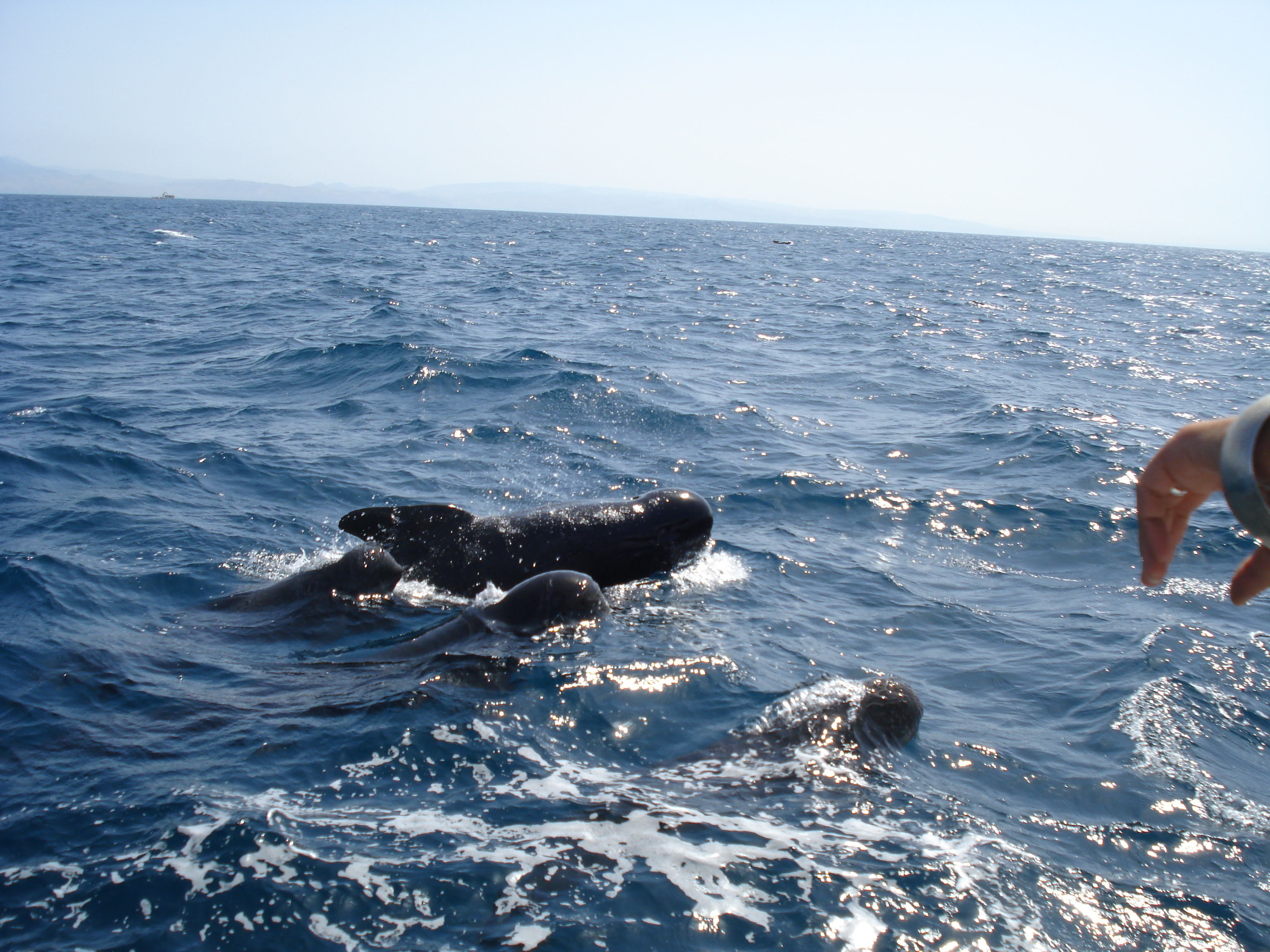
Ballenas piloto en las aguas de Tarifa

Entre su fauna tienen especial importancia las aves que cada año realizan el paso migratorio del estrecho de Gibraltar. En la localidad existe una estación ornitológica (sede del Colectivo Ornitológico Cigüeña Negra) desde la que se realiza el seguimiento de estas aves y donde se obtienen los datos para la elaboración de censos tanto de especies migratorias como de residentes. Entre las especies migratorias más importantes cabe destacar el paso de cigüeñas, milanos negros, águilas calzadas, águilas culebreras o halcones abejeros.
También son importantes las poblaciones de mamíferos marinos en las costas próximas. Son siete las especies de cetáceos que se pueden avistar, cuatro de ellas residentes y que se pueden observar todo el año, el delfín común, el delfín listado, el delfín mular y el calderón común o ballena piloto. Dos especies son semirresidentes y su presencia está asociada a periodos de alimentación, la orca de julio a septiembre y el cachalote, mayoritariamente entre marzo y agosto. Finalmente, una especie es migratoria y utiliza el Estrecho en sus rutas; ésta es el rorcual común, que puede observarse mayoritariamente entre mayo y agosto.

## Climatología
El clima de la ciudad de Tarifa, como el de toda la zona del Campo de Gibraltar suele definirse como templado, de clima mediterráneo con influencia oceánica, caracterizado por unas condiciones de temperaturas suaves y regulares durante todo el año, una escasa amplitud térmica y por precipitaciones irregulares y de carácter torrencial con una media anual de alrededor de 600 mm. De Acuerdo con la clasificación climática de Koppen, el clima de Tarifa es mediterráneo (Csa) o de transición entre este clima y el clima oceánico mediterráneo (Csb). Es particularmente importante en la zona del Estrecho la influencia del viento; de entre los vientos predominantes destacan el viento de levante y poniente.
| Parámetros climáticos promedio de Observatorio de Tarifa (32 m s. n. m.) (Periodo de referencia: 1991-2020, extremos: 1945-presente) | Parámetros climáticos promedio de Observatorio de Tarifa (32 m s. n. m.) (Periodo de referencia: 1991-2020, extremos: 1945-presente) | Parámetros climáticos promedio de Observatorio de Tarifa (32 m s. n. m.) (Periodo de referencia: 1991-2020, extremos: 1945-presente) | Parámetros climáticos promedio de Observatorio de Tarifa (32 m s. n. m.) (Periodo de referencia: 1991-2020, extremos: 1945-presente) | Parámetros climáticos promedio de Observatorio de Tarifa (32 m s. n. m.) (Periodo de referencia: 1991-2020, extremos: 1945-presente) | Parámetros climáticos promedio de Observatorio de Tarifa (32 m s. n. m.) (Periodo de referencia: 1991-2020, extremos: 1945-presente) | Parámetros climáticos promedio de Observatorio de Tarifa (32 m s. n. m.) (Periodo de referencia: 1991-2020, extremos: 1945-presente) | Parámetros climáticos promedio de Observatorio de Tarifa (32 m s. n. m.) (Periodo de referencia: 1991-2020, extremos: 1945-presente) | Parámetros climáticos promedio de Observatorio de Tarifa (32 m s. n. m.) (Periodo de referencia: 1991-2020, extremos: 1945-presente) | Parámetros climáticos promedio de Observatorio de Tarifa (32 m s. n. m.) (Periodo de referencia: 1991-2020, extremos: 1945-presente) | Parámetros climáticos promedio de Observatorio de Tarifa (32 m s. n. m.) (Periodo de referencia: 1991-2020, extremos: 1945-presente) | Parámetros climáticos promedio de Observatorio de Tarifa (32 m s. n. m.) (Periodo de referencia: 1991-2020, extremos: 1945-presente) | Parámetros climáticos promedio de Observatorio de Tarifa (32 m s. n. m.) (Periodo de referencia: 1991-2020, extremos: 1945-presente) | Parámetros climáticos promedio de Observatorio de Tarifa (32 m s. n. m.) (Periodo de referencia: 1991-2020, extremos: 1945-presente) |
| Mes | Ene. | Feb. | Mar. | Abr. | May. | Jun. | Jul. | Ago. | Sep. | Oct. | Nov. | Dic. | Anual |
| --- | --- | --- | --- | --- | --- | --- | --- | --- | --- | --- | --- | --- | --- |
| Temp. máx. abs. (°C) | 22.4 | 24.7 | 24.3 | 29.2 | 31.9 | 34.9 | 35.3 | 37.0 | 37.4 | 30.9 | 27.1 | 23.6 | 37.4 |
| Temp. máx. media (°C) | 15.3 | 15.5 | 16.7 | 17.9 | 20.3 | 22.6 | 24.8 | 25.4 | 23.8 | 21.3 | 18.0 | 16.4 | 19.8 |
| Temp. media (°C) | 12.7 | 13.0 | 14.3 | 15.4 | 17.7 | 20.2 | 22.1 | 22.8 | 21.4 | 19.0 | 15.7 | 14.1 | 17.4 |
| Temp. mín. media (°C) | 10.1 | 10.5 | 11.9 | 13.0 | 15.1 | 17.7 | 19.4 | 20.2 | 18.9 | 16.6 | 13.3 | 11.7 | 14.9 |
| Temp. mín. abs. (°C) | -3.3 | -2.1 | 1.2 | 4.0 | 7.4 | 10.6 | 11.9 | 14.2 | 5.0 | 8.4 | 2.4 | 0.4 | -3.3 |
| Precipitación total (mm) | 75.7 | 73.2 | 72.3 | 61.3 | 26.9 | 6.1 | 1.6 | 0.6 | 20.5 | 80.8 | 88.4 | 94.1 | 601.5 |
| Días de precipitaciones (≥ 1 mm) | 7.2 | 7.2 | 6.7 | 6.4 | 4.1 | 1.0 | 0.3 | 0.2 | 2.1 | 6.7 | 7.1 | 8.4 | 57.4 |
| Humedad relativa (%) | 77 | 79 | 79 | 78 | 77 | 76 | 78 | 79 | 79 | 79 | 79 | 80 | 78 |
| Fuente: Agencia Estatal de Meteorología                                                                                              | | | | | | | | | | | | | |

Los récords climatológicos más destacados registrados en el observatorio de Tarifa (desde 1920 para la precipitación, desde 1945 para la temperatura y desde 1955 para el viento) son los siguientes: La temperatura máxima absoluta de 37,4 °C registrada el día 18 de septiembre de 1966, la temperatura mínima absoluta de -3,3 °C registrada el 28 de enero de 2005, la precipitación máxima en un día de 139 mm registrada el 13 de enero de 1970, y la máxima racha de viento de 166 km/h registrada el 18 de diciembre de 1969.

## Historia de Tarifa

### Prehistoria
Como todo el norte del estrecho de Gibraltar, Tarifa es rica en yacimientos de arte rupestre que atestiguan la presencia de culturas desde el paleolítico. El conjunto de cuevas y abrigos existentes desde Tarifa hasta Medina-Sidonia corresponden a un lapso de tiempo muy amplio abarcando desde el Paleolítico superior hasta la Edad de Bronce y que ha venido a denominarse Arte sureño. Tarifa posee alrededor de sesenta de estos abrigos, entre ellos los más antiguos de la región. Destaca del Paleolítico Superior la Cueva del Moro con grabados rupestres representando caballos y otros elementos de la fauna local.

### Edad Antigua

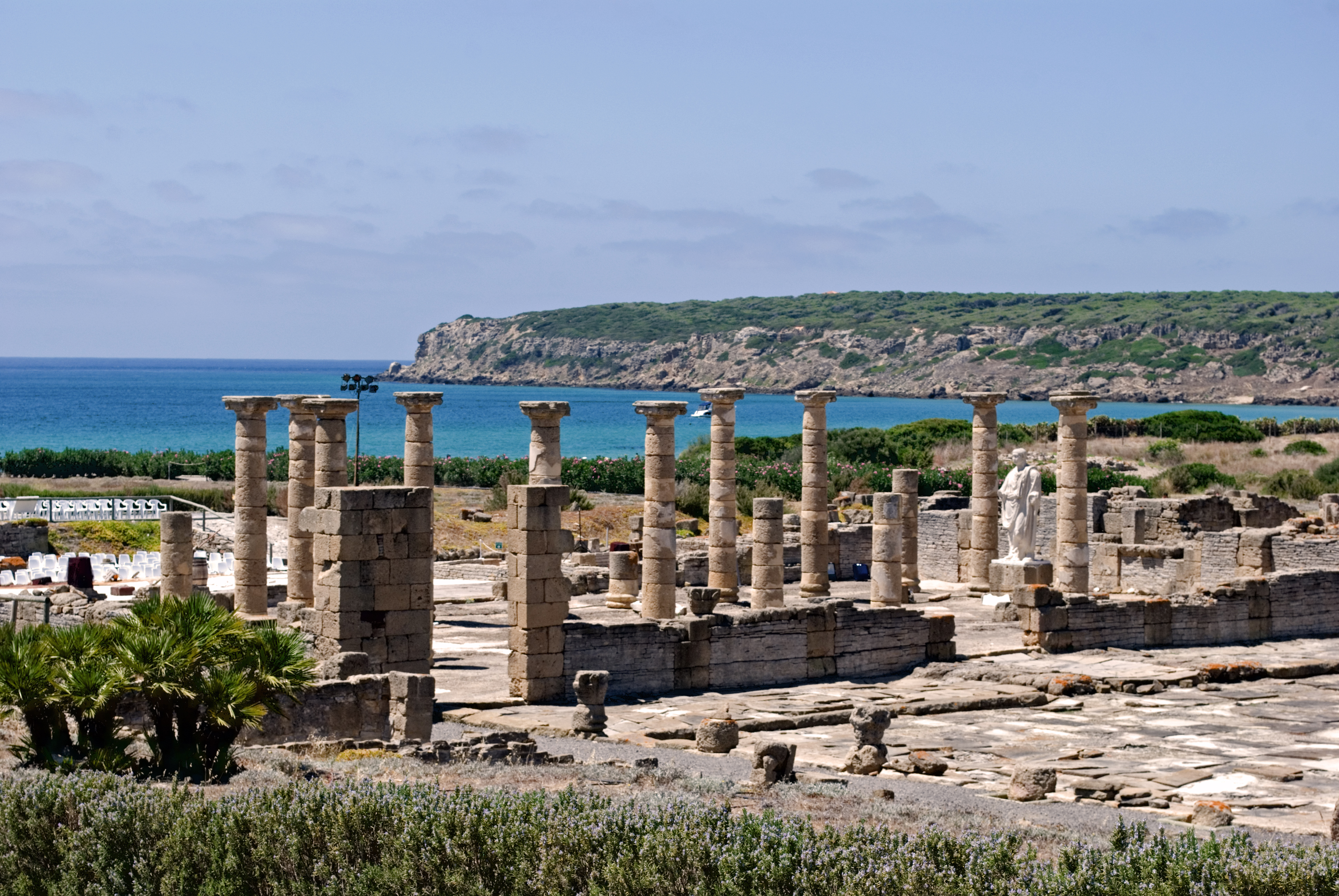
Basílica de Baelo Claudia

Existen indicios arqueológicos de la presencia de al menos dos asentamientos púnicos de cierta importancia dentro del término municipal de Tarifa. El principal yacimiento localizado es el que contiene una serie de tumbas hipogeas localizadas en 1987 en la Isla de Las Palomas que sugieren un poblamiento púnico bajo la actual ciudad de Tarifa. La segunda localización se situaría en Baelo Claudia o en sus proximidades y aunque no han aparecido restos arqueológicos se conocen monedas emitidas en esta ciudad con la leyenda doble Bailo/BLN, cuyo segundo topónimo se encuentra escrito en lengua neopúnica.
Hasta la localización de estructuras púnicas en esa ciudad debe considerarse que la fundación de la Baelo Claudia romana se lleva a cabo en el siglo II a. C.. Esta importante ciudad aparece desde muy temprano relacionada con la pesca y el comercio con el norte de África, principalmente con Tingis, la actual Tánger. A mediados del siglo I, durante el reinado de Claudio adquiere Baelo Claudia su mayor importancia al otorgársele el rango de municipio romano.

El extraordinario conocimiento existente sobre la ciudad de Baelo contrasta con la incertidumbre sobre la ubicación de una segunda ciudad dentro del término municipal de Tarifa. El Itinerario Antonino al describir la ruta entre Malaka y Gades indica que entre las ciudades de Calpe Carteian (Carteya) y Belone Claudia (Baelo Claudia), perfectamente localizadas actualmente, se encontraban de este a oeste las ciudades de Porto Albo (Portus Albus) y Mellaria. Por otra parte el Anónimo de Rávena, que describe la misma ruta, indica que entre Cartetia (Carteya) y Belone (Baelo Claudia) se situaban Traducta (Iulia Traducta), Cetraria (Caetaria) y Melaria. 

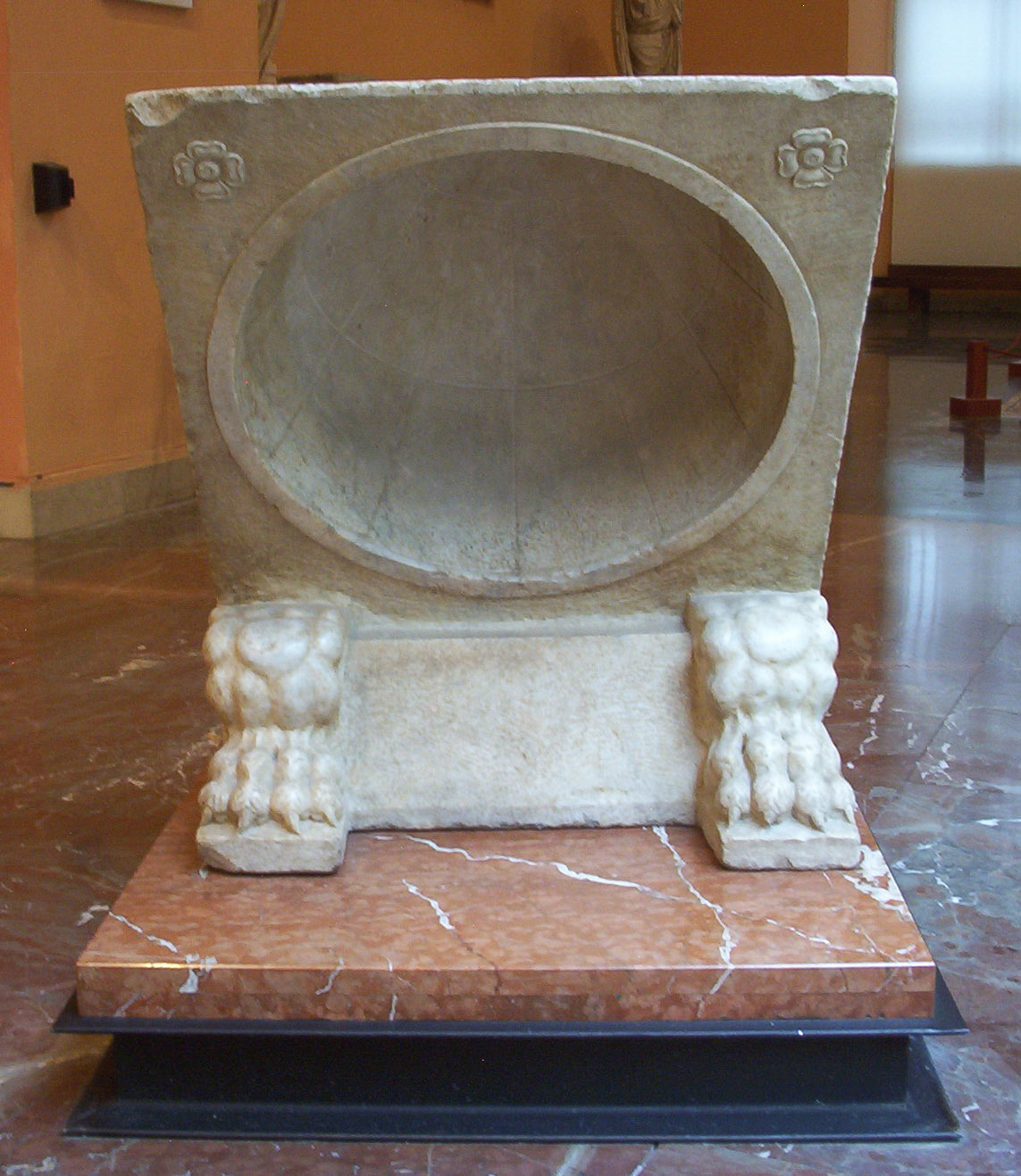
Reloj solar de Baelo Claudia

 Se pueden encontrar, según estas fuentes, cuatro ciudades en ese tramo de costa, Portus Albus, Iulia Traducta, Caetaria y Mellaria. La nombrada Caetaria o Cetraria correspondería a una ciudad existente en la actual ensenada de Getares, cuyo nombre actual parece derivar del latino y cuyos restos arqueológicos han sido localizados. Quedaría pues que la ciudad de Mellaria se encontraría entre Baelo y Getares y Iulia Traducta entre esta ensenada y Carteya. Tres localizaciones se han propuesto para la ciudad de Mellaria, la desembocadura del Río del Valle, el estuario del río Jara y la actual ciudad de Tarifa, todas ellas situadas en un corto tramo de costa, y la última de las cuales es la que hoy día se considera más probable en relación sobre todo a la continuidad urbana de los yacimientos púnicos de la isla y los posteriores visigodos. Sea como sea es conocido que esta ciudad no llegó a alcanzar el título de municipium y su importancia se vio eclipsada por el importante núcleo de Baelo Claudia.
El progresivo abandono de Baelo Claudia tuvo lugar a partir del siglo IV, debido probablemente a que la ciudad se vio seriamente afectada por un terremoto aunque con posterioridad tanto Baelo como Mellaria aparecen citadas como puerto de embarque para los vándalos desde Hispania a África. Mellaria por su parte parece haber sido lugar de asentamiento de los visigodos y probablemente bizantinos a tenor del descubrimiento en el subsuelo del Castillo de Los Guzmanes de varias inscripciones epigráficas datadas en el siglo VII. Servando y Germán, patronos de la diócesis de Cádiz, probablemente fueron martirizados a principios del siglo IV en el cerro de Torrejosa o Almodóvar (a 5 km de Facinas en término de Tarifa).

### Edad Media

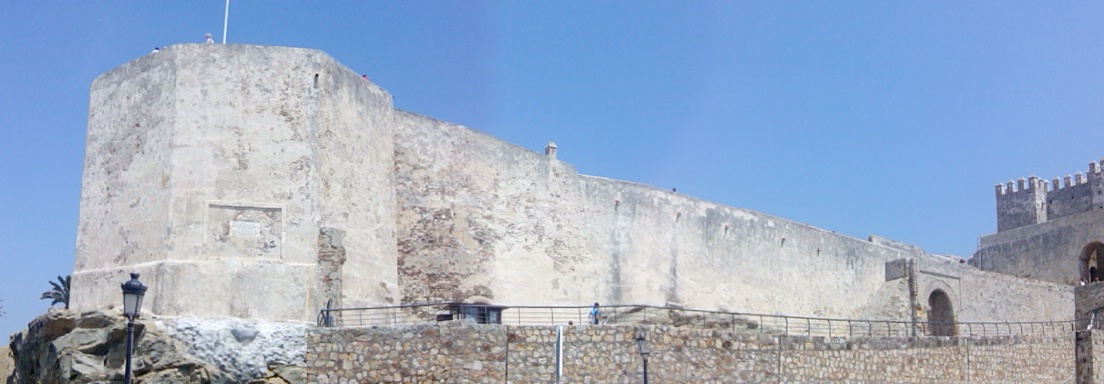
Torre albarrana denominada de Guzmán el Bueno y coracha que la une al Castillo de Tarifa

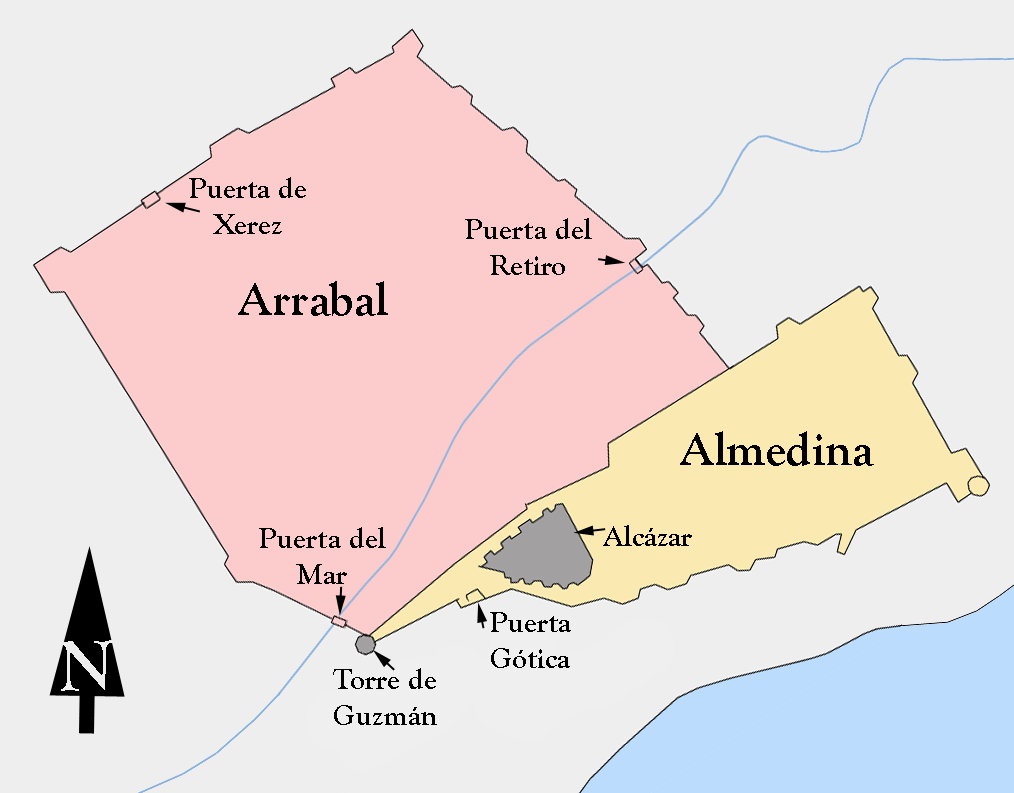
Situación de los dos recintos amurallados de Tarifa y sus accesos en los siglos -

En 710 Tarif Abu Zara, comandante de Tarik, desembarcó en la Isla de Las Palomas y llevó a cabo una expedición por la costa norte del Estrecho con el objetivo de comprobar la envergadura de las fuerzas militares presentes. Tras constatar la ausencia de defensa informó a Tarik. Un año después 9000 hombres desembarcaron en el peñón de Gibraltar y emprendieron la conquista de la península ibérica. 
Durante sus primeros siglos de existencia, la recién fundada Al-Yazirat Tarif no pasó de ser una pequeña ciudad de pescadores. Pero a partir del siglo X comenzó a fortificarse la ciudad, los fatimíes habían llegado al norte de África amenazando a la dinastía Omeya reinante en Al-Ándalus. Por orden de Abderramán III se construyó una gran fortaleza en la ciudad, que fue finalizada en 960.

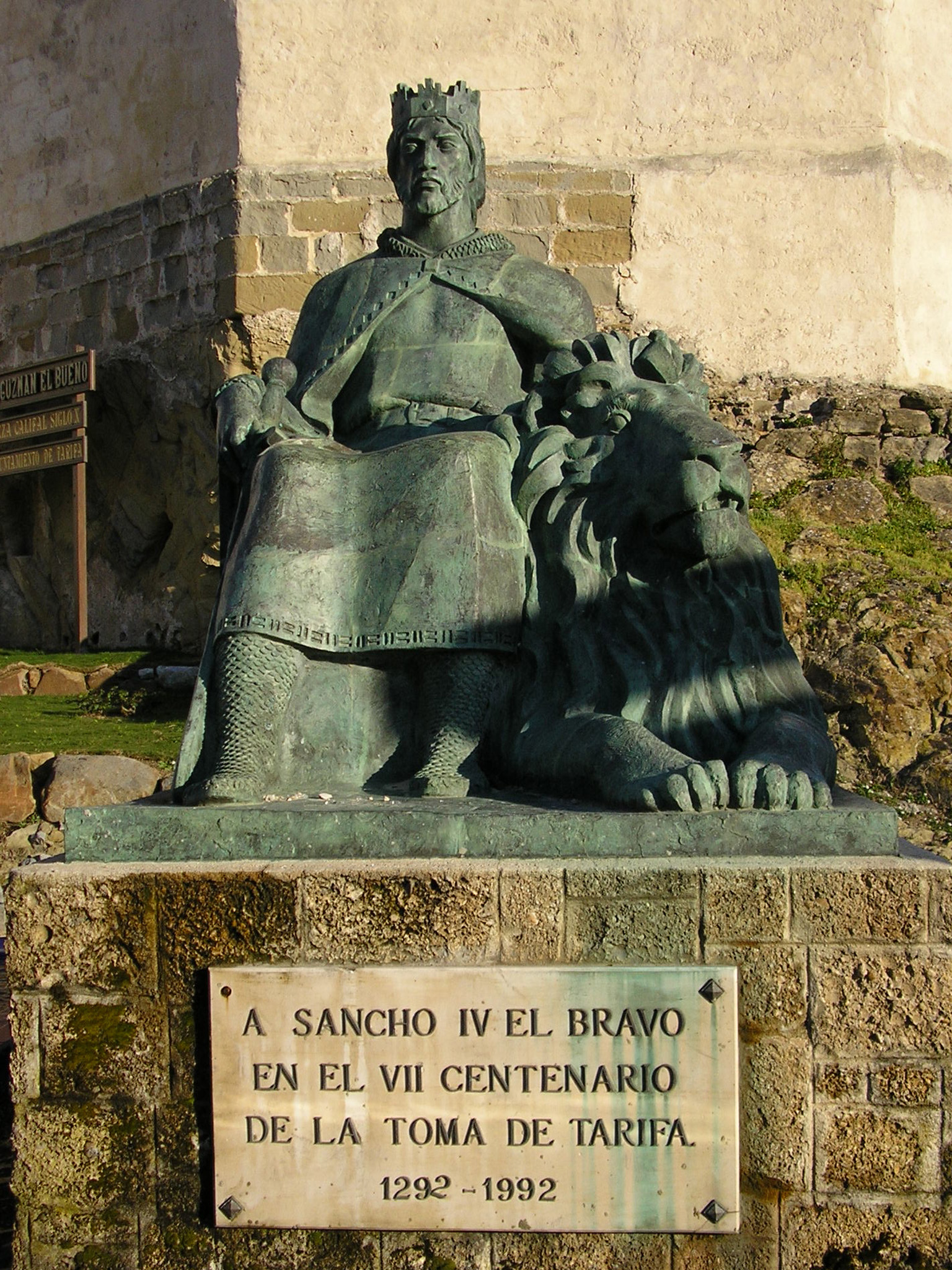
Estatua de Sancho IV, conquistador de Tarifa

Tarifa pasará en los siglos siguientes a depender primero del Reino Taifa de Algeciras en 1031 para más tarde hacerlo del de Sevilla en 1057. A partir de 1085 las tropas comandadas por Alfonso VI amenazaban las fronteras del Reino de Sevilla de Al-Mutamid. Es por ello que el sevillano debió pedir ayuda a los almorávides de Yusuf ibn Tasufin quien se estableció en Algeciras. Tras hacerse fuertes en las ciudades de Algeciras y Tarifa, los almorávides no se limitaron a defender a sus aliados, sino que comenzaron la conquista de Al-Ándalus. Años más tarde, en 1147 fueron los Almohades los que, entrando a través del Estrecho de Gibraltar, se establecerían en toda la región hasta su declive tras la batalla de las Navas de Tolosa en 1212. En 1231 Tarifa pasó a depender de nuevo del Reino Taifa de Algeciras tras la expulsión de los Almorávides de la zona.
En 1273 el rey de Granada pidió ayuda a los benimerines del Marruecos entregándoles las ciudades de Tarifa y Algeciras donde se hacen fuertes y comienzan la defensa de la frontera occidental del Reino de Granada con Castilla. La importancia estratégica de la plaza hizo que en 1292 Sancho IV de Castilla pusiera cerco a la ciudad y la rindiera el 21 de septiembre de ese mismo año.
Tarifa quedó entonces en manos castellanas y su defensa se encargó a Alonso Pérez de Guzmán. La amenaza benimerín fue, sin embargo, constante y en 1294 serían las tropas norteafricanas las que se presentarían frente a las murallas de Tarifa y a pesar de la dureza del asedio la ciudad resistió. Ocurrió en este asedio que los benimerines capturaron al hijo de Alonso Pérez de Guzmán y ofrecieron a este liberarlo a cambio de la villa. Según las crónicas de la época, el defensor de Tarifa se negó a entregar la ciudad y ofreció su propio puñal para matar a su hijo.
En 1340 pusieron de nuevo cerco a Tarifa las tropas benimerines; el gobernador de la ciudad en estos momentos era Juan Benavides. Tarifa resistió el sitio desde el 23 de septiembre hasta el 29 de octubre, día en el que llegaron al lugar las tropas de los reinos de Castilla y Portugal que obligaron a los sitiadores a replegarse hacia Algeciras y hacia la campiña tarifeña. El día siguiente, el grueso de las tropas castellanas y portuguesas acometieron contra las norteafricanas en las proximidades del río Salado, cerca de la ciudad, derrotándolas en la hoy conocida como Batalla del Salado.

### Edad Moderna y Contemporánea

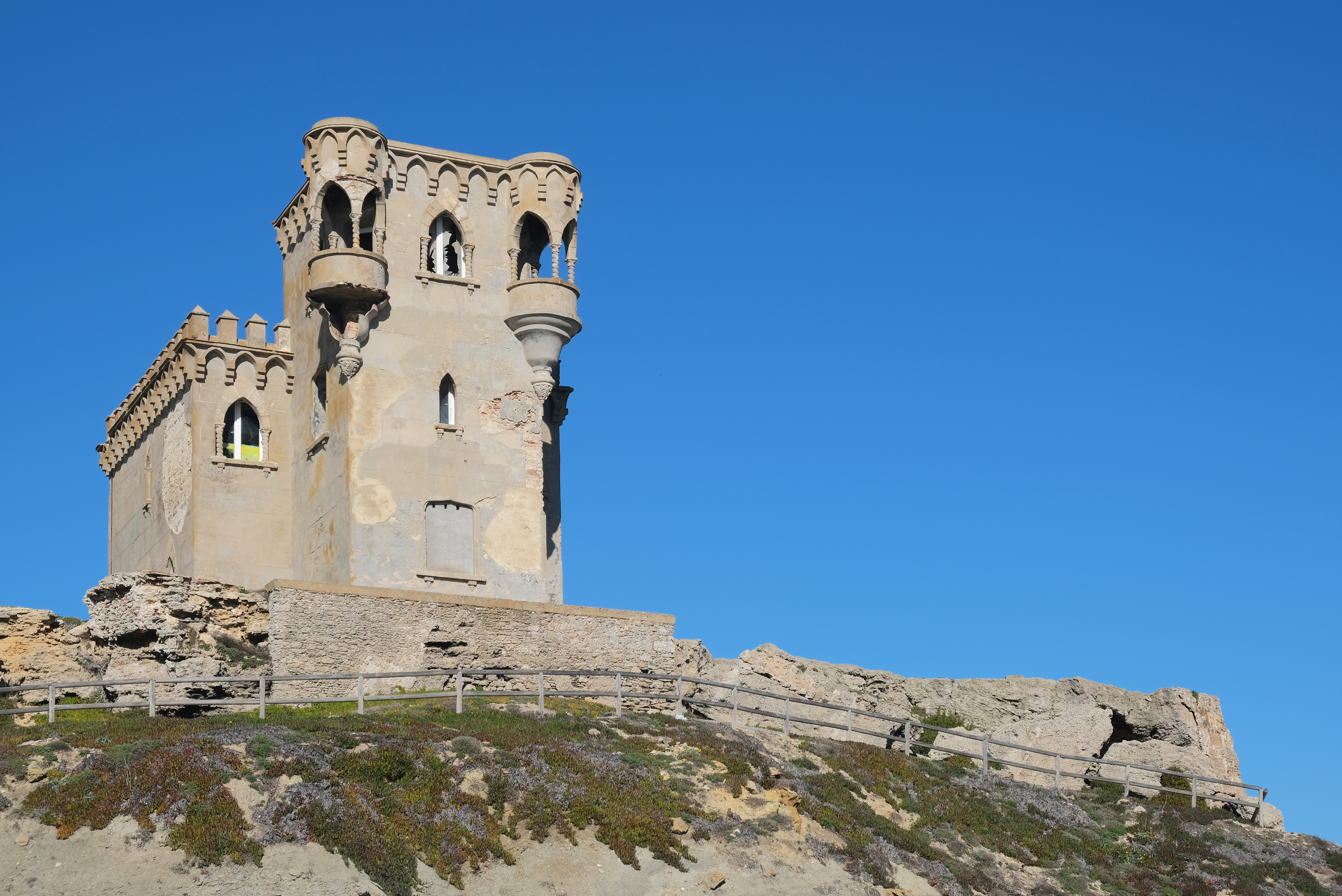
Castillo de Santa Catalina

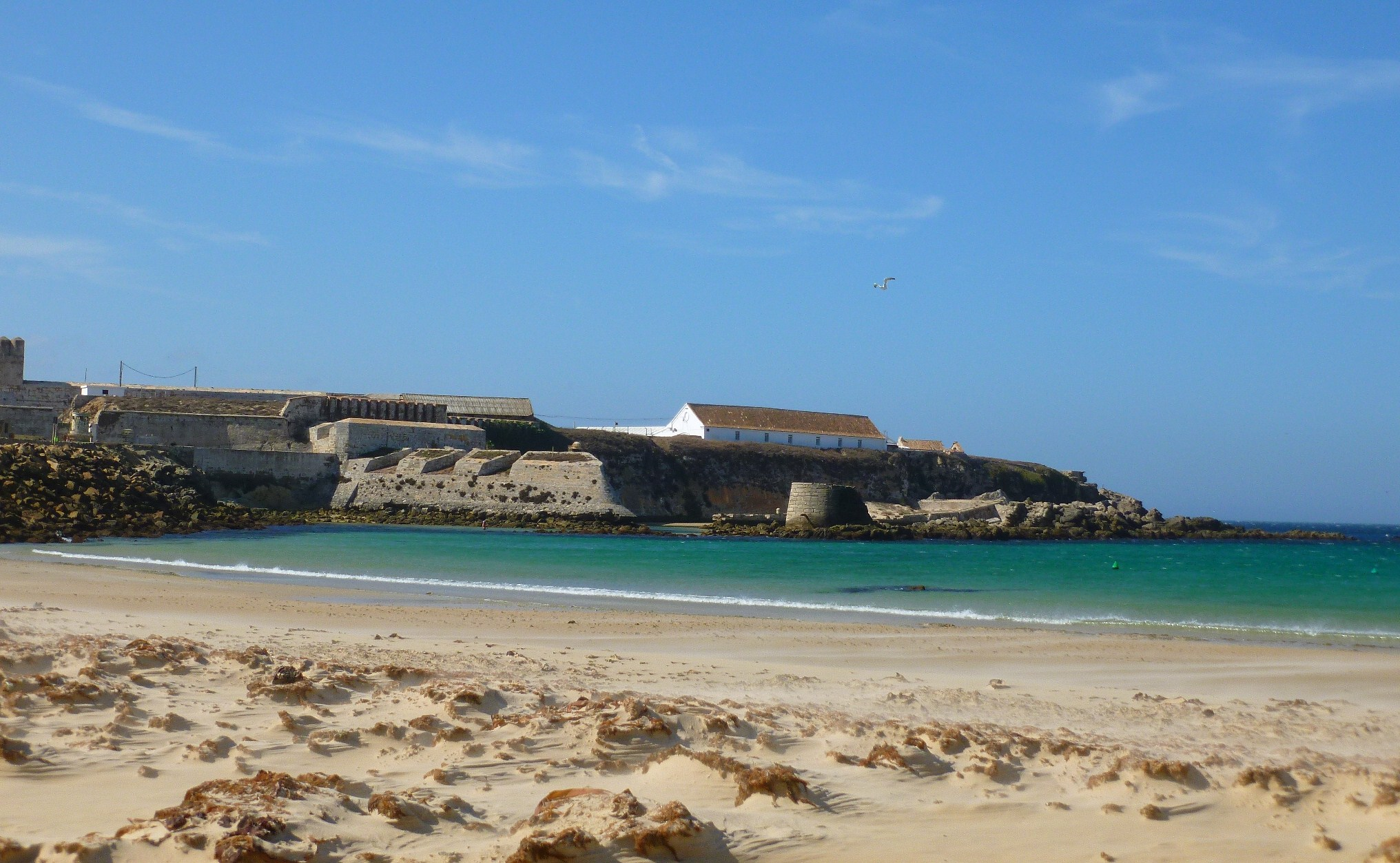
Fuerte de la Isla de Las Palomas

En 1514, Carlos I de España concedió el título de Marqués de Tarifa a Fadrique Enríquez V delimitándose el año siguiente los terrenos y propiedades que pasarían a depender del marquesado. Las principales villas del señorío eran Bornos, Espera, Alcalá de los Gazules y la propia Tarifa. En esta ciudad comenzaría el marqués paulatinamente a controlar todos los aspectos locales, interviniendo en las decisiones del concejo, y a usurpar paulatinamente tierras y montes comunales.
En 1530, varios vecinos de la villa exigieron ante el rey la devolución de las tierras adquiridas ilegalmente, así como la devolución de los beneficios obtenidos de ellas durante los anteriores 15 años.
En 1536, se firmaba la concordia entre el concejo de la ciudad y el marqués de Tarifa, pero al no cumplirse la resolución volvió a presentarse una nueva demanda en 1564, en la que se pidió la incorporación de los términos de Tarifa al patrimonio real. Habría que esperar hasta 1596 para que la Real Chancillería de Granada retirara el marquesado de Tarifa al ya quinto marqués Fernando IV Enríquez.
A raíz de la toma británica de la ciudad de Gibraltar en 1704 Tarifa adquirió de nuevo gran importancia estratégica. Ya desde el siglo anterior se habían formado milicias en la ciudad que vigilaban y defendían la costa tarifeña hasta la Bahía de Algeciras frente al desembarco de piratas berberiscos, pero fue en 1705 cuando se formó oficialmente la llamada Compañía de Escopeteros de Getares integrada dentro del ejército español. Esta compañía fue formada por vecinos tarifeños y tenía su centro de acción primero en la ensenada de Getares para más tarde hacerlo en el Fuerte de El Tolmo. Este cuerpo armado vería su fin en 1829.
Comenzada la Guerra de la Independencia en 1808 tropas españolas se acuartelaron en la ciudad a la espera de los movimientos franceses en Cádiz. Un primer intento de ocupación fue llevado a cabo el 14 de octubre de 1811 por las tropas del general francés Godinot, que se dirigió hacia Tarifa, pero fue parado en el Paso de la Peña por fuego terrestre y naval enemigo, y no pudo proseguir; atacado por el general Ballesteros, se retiró hacia Sevilla, donde poco después se suicidó.
El 20 de diciembre de 1811 las tropas napoleónicas al mando del General Jean-François Leval pusieron sitio a la ciudad, que se hallaba bien defendida por una guarnición de más de 2000 hombres de los ejércitos de España y Reino Unido; el 30 del mismo mes consiguieron abrir brecha en sus murallas, justo en el lugar en el que un arroyo atravesaba las murallas. Las tropas francesas penetraron en la ciudad, pero encontraron fuerte resistencia por parte de los soldados españoles comandados por Francisco Copons, más tarde conde de Tarifa. Las fuerzas francesas parecían superar a las tarifeñas y a punto estuvieron los defensores de rendirse hasta que debido a las fuertes lluvias se desbordó el arroyo y las tropas de Francia se vieron sorprendidas por la crecida de las aguas. Los soldados de Leval debieron abandonar el asalto y se retiraron de la ciudad el día 4 de enero de 1812.
El 3 de agosto de 1824 a causa de los malos vientos desembarca en Tarifa el denominado Primer ejército Libertador, que partió de Gibraltar con destino a Vélez-Málaga al mando del coronel Valdés con la intención de pronunciarse contra la causa absolutista.  Tomaron la plaza y resistieron hasta que el 20 de agosto unos huyeron y otros se rindieron a las fuerzas francesas.
El 21 de julio de 1873 se proclamó el cantón de Tarifa. Fue disuelto el 6 de agosto por las tropas del general Pavía.

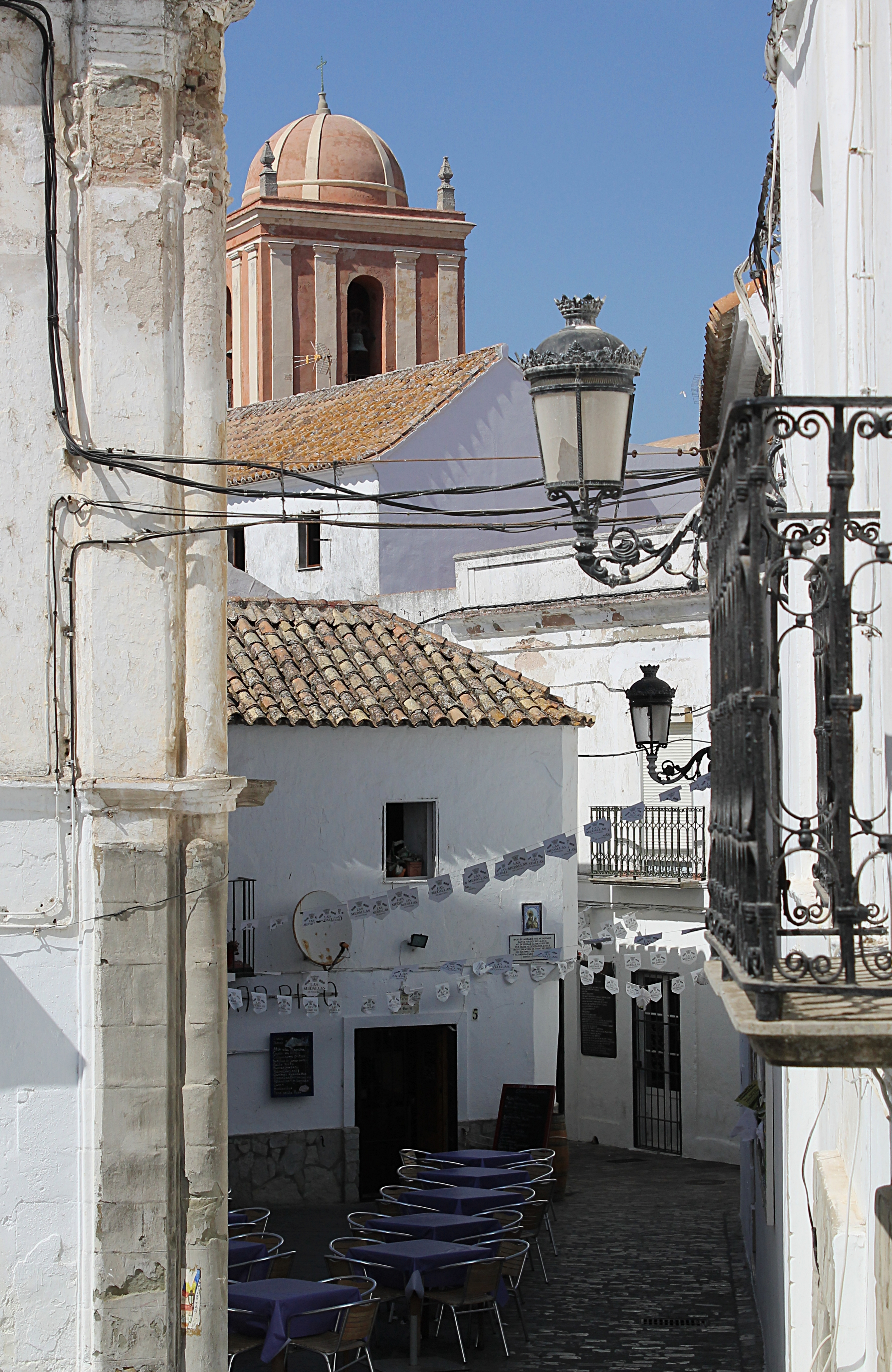
Vista del centro histórico de Tarifa

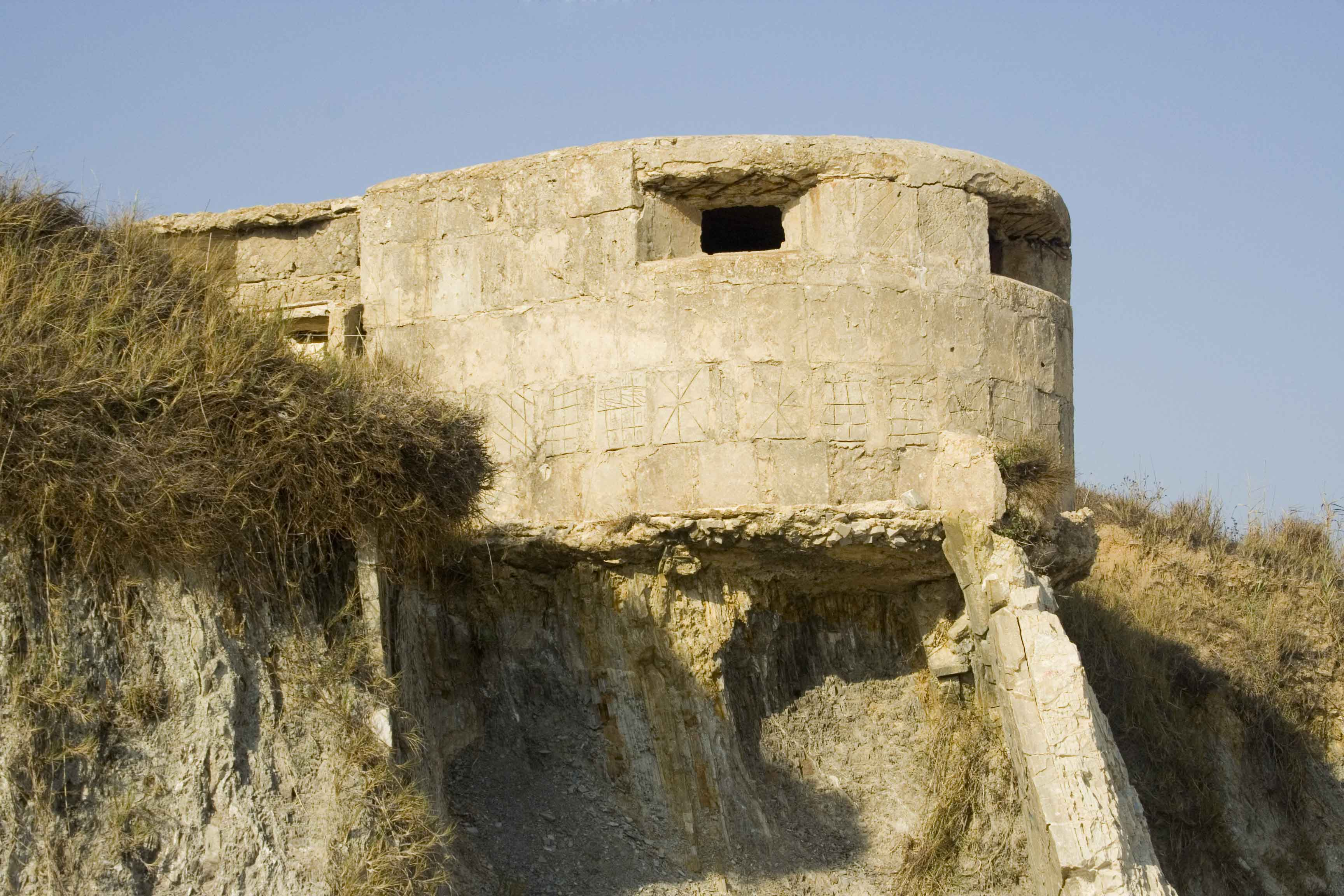
Búnker construido en la década de 1940 en la playa de Los Lances como parte del Proyecto de fortificación del Estrecho

El 7 de marzo de 1925 salió a subasta la construcción en la ciudad de un puerto al abrigo de la Isla de Las Palomas quedando ésta adjudicada a la Sociedad Anónima de Construcciones y Pavimentos. En los años siguientes se procedió a construir los dos diques de abrigo que darían amparo a la flota pesquera y a los barcos que hacían la ruta hacia Tánger. Las obras terminarían con la inauguración el 30 de mayo de 1944 de la escultura al Sagrado Corazón de Jesús en el extremo del dique del mismo nombre llamado popularmente punta del santo.
Tras la finalización de la guerra civil española el área del Estrecho se vio sometida a un fuerte proceso de fortificación. En los alrededores de la ciudad de Tarifa fueron muchos los búnkeres de ametralladoras que se construyeron a lo largo de la costa al amparo del denominado Plan defensivo del Campo de Gibraltar. Años después, en 1954, la Empresa Nacional Bazán construyó frente al Castillo de Santa Catalina la Base Naval de Tarifa integrada en el puerto de la ciudad que supuso la llegada de lanchas torpederas y submarinos a la ciudad. Mediante Real Decreto de 2 de abril de 1982 el Puerto de Tarifa pasó a depender de la Autoridad Portuaria de la Bahía de Algeciras aumentando notablemente su importancia en el paso de viajeros hacia las ciudades del norte de África. A lo largo de esta década la ciudad se consagra como un importante centro turístico que evolucionará con el paso de los tiempos hasta el actual modelo de turismo deportivo ligado al mar y turismo rural.

## Demografía
Tarifa cuenta con una población de 18 664 habitantes (INE 2024).
| Gráfica de evolución demográfica de Tarifa entre 1842 y 2021                                                        |
| |
| Población de derecho según los censos de población del INE Población de hecho según los censos de población del INE |

Los censos del municipio, como los de toda la comarca campogibraltareña, muestran una fuerte pérdida de población en los años 60 del siglo XX debida principalmente a la emigración. En la segunda mitad del siglo la población se mantiene estable, con un crecimiento escaso e incluso negativo para comenzar a recuperarse a partir del año 2000.
Los habitantes están distribuidos por varias entidades menores, entre las cuales destacan Facinas, Tahivilla, El Lentiscal y El Bujeo.

## Administración política
Ayuntamiento

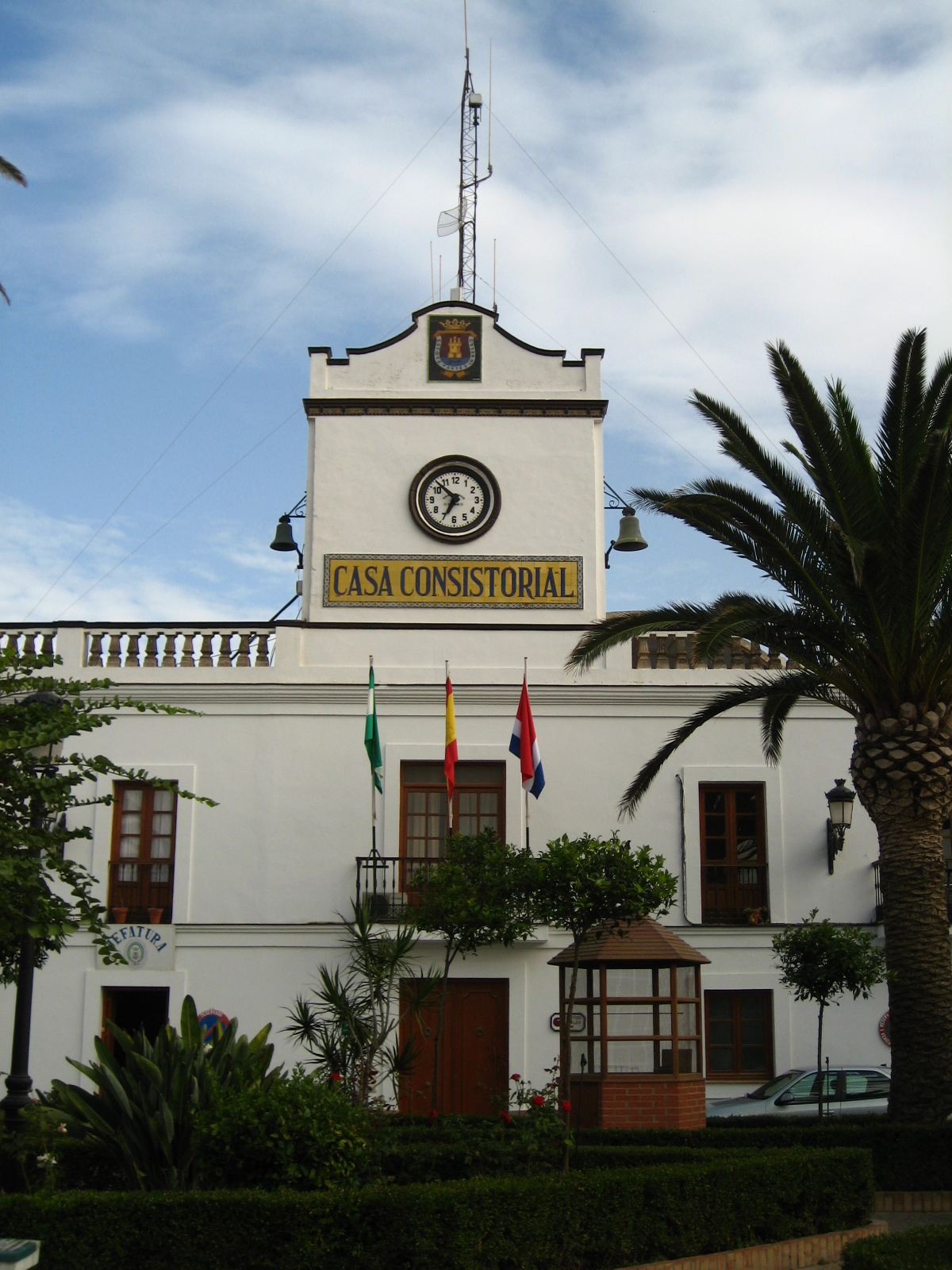
Casa consistorial

La administración política de la ciudad se realiza a través de un ayuntamiento de gestión democrática cuyos componentes se eligen cada cuatro años por sufragio universal. El censo electoral está compuesto por todos los residentes empadronados en Tarifa mayores de 18 años y nacionales de España y de los otros países miembros de la Unión Europea. Según lo dispuesto en la Ley del Régimen Electoral General, que establece el número de concejales elegibles en función de la población del municipio, la Corporación Municipal de Tarifa está formada por 17 concejales.
En las Elecciones Municipales celebradas en 2011, la constitución del Ayuntamiento fue de 7 concejales pertenecientes al Partido Popular (PP), 5 concejales pertenecientes al Partido Socialista Obrero Español (PSOE), 2 concejales perteneciente a Unión Liberal por Tarifa (ULT), 2 concejales pertenecientes al Partido Andalucista (PA) y 1 concejal perteneciente a Izquierda Unida (IU). Como consecuencia de dichos resultados fue elegido en Pleno Municipal como alcalde de Tarifa hasta las siguientes elecciones municipales de 2015 Juan Andrés Gil del Partido Popular. Por moción de censura al Partido Popular que se formuló entró a gobernar el PSOE en coalición. Posteriormente en las Elecciones de 2019 fue elegido el PSOE en Tarifa.
En mayo de 2023 tuvieron lugar elecciones municipales, en las cuales los resultados dieron empate a 7 concejales al PP y al PSOE. Finalmente, el PP gobierna en la actualidad en coalición con la formación independiente Nuevos Aires Tarifa, cuyos dos concejales resultaron la llave para facilitar la poltrona a Pepe Santos, actual alcalde de la localidad.
| Periodo   | Nombre                      | Partido                                 |
| --------- | --------------------------- | --------------------------------------- |
| 1979-1983 | Manuel Pérez Castro         |                                         |
| 1983-1995 | Antonio Manuel Ruiz Giménez | PSOE                                    |
| 1995-1999 | José Fuentes Pacheco        | Tarifa Agrupación Independiente Popular |
| 1999-2003 | Juan Andrés Gil García      | Izquierda Unida                         |
| 2003-2011 | Miguel Manella Guerrero     | PSOE                                    |
| 2011-2015 | Juan Andrés Gil García      | Partido Popular                         |
| 2015-2023 | Francisco Ruiz Giráldez     | PSOE                                    |
| 2023-     | José Antonio Santos Perea   | PP                                      |

## Economía

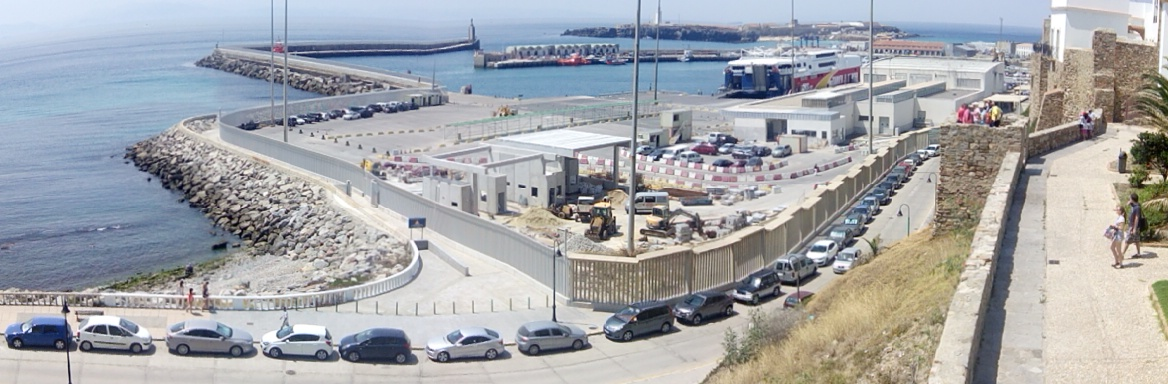
Puerto de Tarifa

La base de la economía local es el turismo existiendo en la ciudad 44 establecimientos hoteleros con más de 1200 plazas. Especial importancia tiene el turismo relacionado con actividades deportivas ligadas al mar y la montaña, especialmente windsurf y kitesurf debido a las particulares condiciones de viento presentes en el Estrecho de Gibraltar. 

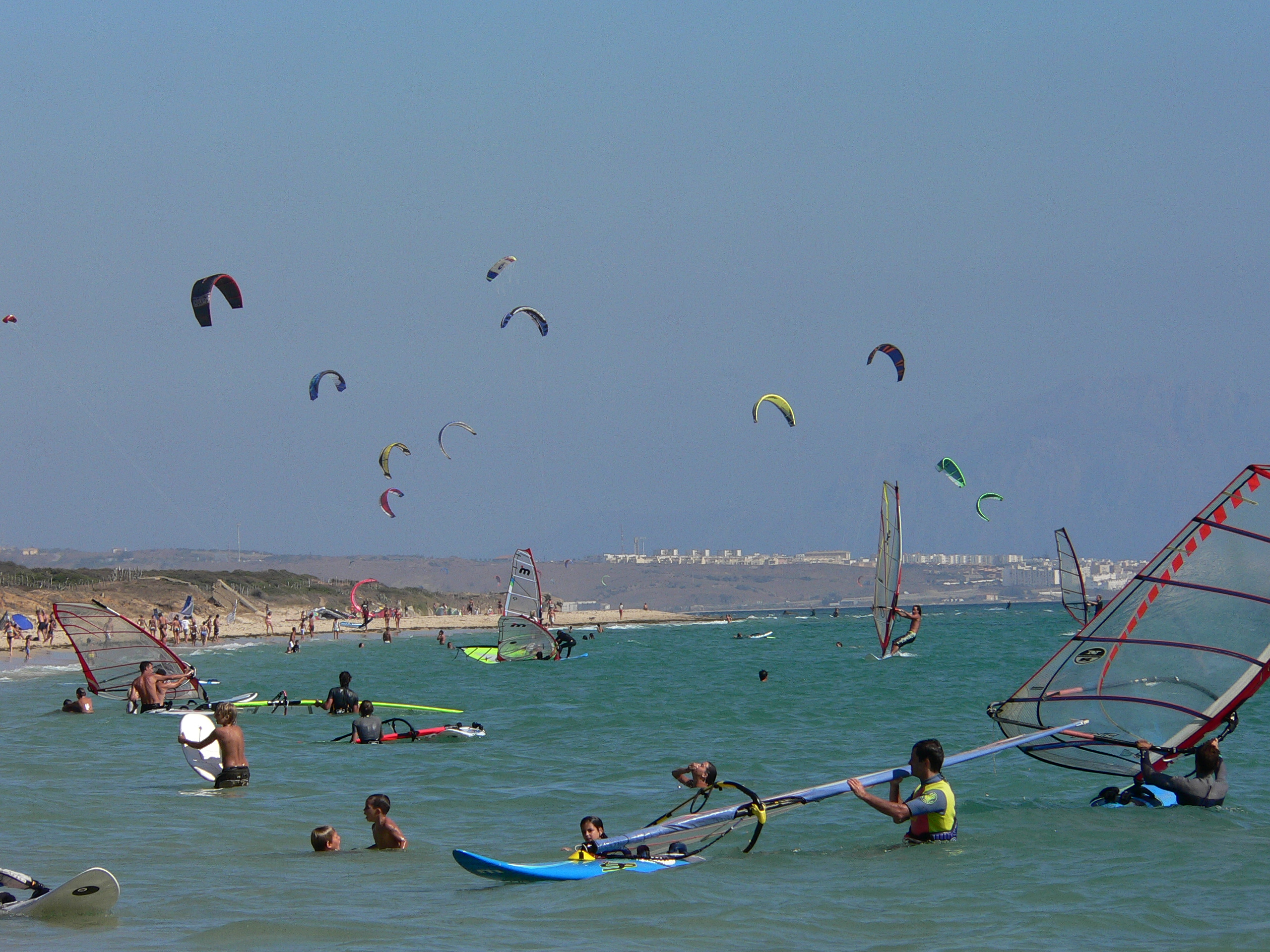
Kitesurf en la playa de Punta Paloma

El entorno natural del municipio permite también la realización de muy diversas actividades de ocio donde destacan las observaciones de cetáceos y práctica de buceo deportivo a bordo de barco, navegación en velero por la Isla de las Palomas, observaciones de aves o las rutas de senderismo y ciclismo a través del parque natural de Los Alcornocales y del parque natural del Estrecho.
Respecto al resto de sectores económicos la industria está presente en el parque eólico de Tarifa gestionado por la Sociedad Eólica de Andalucía. Este parque comenzó a producir energía a partir de aerogeneradores en 1992 y tras múltiples ampliaciones llegó en 2008 al teravatio por hora convirtiéndose la planta eólica con mayor energía facturada de España.
Tiene cierta importancia la agricultura, sobre todo en el ámbito rural en forma de monocultivos de secano. Del total del municipio 5283 hectáreas son dedicadas al cultivo, de ellas 5273 corresponden a cultivos herbáceos destacando el trigo. Los cultivos de leñosas, frutales principalmente, ocupan una escasa superficie.

### Evolución de la deuda viva municipal
El concepto de deuda viva contempla sólo las deudas con cajas y bancos relativas a créditos financieros, valores de renta fija y préstamos o créditos transferidos a terceros, excluyéndose, por tanto, la deuda comercial.
| Gráfica de evolución de la deuda viva del Ayuntamiento de Tarifa entre 2008 y 2024      |
|                                                                                         |
| Deuda viva del Ayuntamiento, en miles de euros, según datos del Ministerio de Hacienda. |

## Comunicaciones

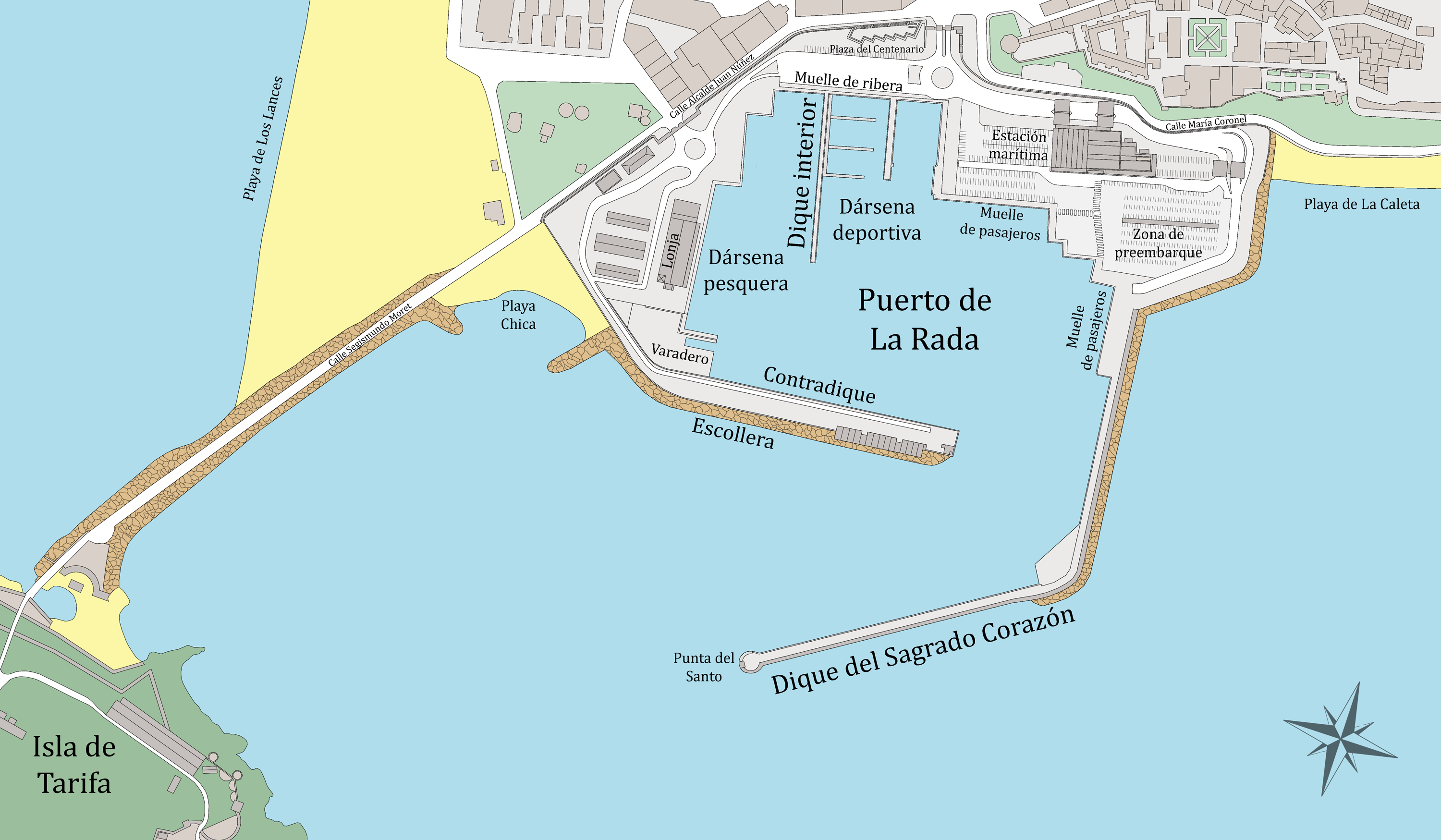
Puerto de Tarifa

### Transporte por carretera
Tarifa se encuentra comunicada con Cádiz por la carretera nacional N-340 mientras finaliza la construcción de la A-48 (autovía Cádiz-Algeciras). En la vecina ciudad de Algeciras comienza la autovía del Mediterráneo que permite la comunicación con las localidades vecinas de la Costa del Sol y todo el levante español hasta Barcelona; y en la localidad de Los Barrios comienza la A-381 que enlaza la Bahía de Algeciras con Jerez, y con Sevilla a través de la A-4/AP-4.
- Autovía del Mediterráneo ( E-15 / A-7 ): Algeciras-Barcelona.
- Carretera del Mediterráneo ( N-340 ): Cádiz-Algeciras.
- Autovía Costa de la Luz ( E-5 / A-48 ): Cádiz-Vejer de la Frontera. En espera de la finalización del tramo Vejer de la Frontera-Algeciras.
- Jerez-Los Barrios ( A-381 ): Jerez de la Frontera-Los Barrios.

### Autobuses
La estación de autobuses de Tarifa se encuentra situada en la calle Batalla del río Salado. En ella operan diferentes compañías de transporte que permiten los viajes a localidades de la Costa de la Luz, principalmente Cádiz, Rota, Chiclana, Vejer o Barbate. También existen líneas directas a Jerez, Málaga y Sevilla.
Metropolitanos
El término municipal de Tarifa forma parte del Consorcio de Transporte Metropolitano del Campo de Gibraltar, entidad pública creada en 2006 con el objetivo de unificar todos los sistemas de transporte público de la comarca y que regula el transporte por autobús. Se divide su territorio en dos zonas creadas con motivo de integración tarifaria. La ciudad de Tarifa queda incluida en la Zona C (Costa Sur) y los núcleos de Tahivilla y Facinas en la Zona F (Costa Occidental). Por el término municipal de Tarifa pasan los siguientes servicios del Consorcio:
| Id.   | Trayecto                           | Empresa |
| ----- | ---------------------------------- | ------- |
| M-150 | Tarifa-Algeciras                   | Comes   |
| M-160 | Tahivilla-Facinas-Tarifa-Algeciras | Comes   |
| M-161 | Barbate-Tarifa-Algeciras           | Comes   |

Urbanos
Los servicios urbanos de Tarifa son ofrecidos por la empresa Horizonte Sur. Tarifa tiene una línea de bus circular por el casco urbano, y otras dos líneas que sólo circulan en los meses de julio y agosto. Una de ellas comunica la ciudad con la playa de Valdevaqueros haciendo parada en los hoteles y cámpines del trayecto, y la otra, con la playa de Bolonia.

### Transporte marítimo
El puerto de Tarifa es el tercer puerto de España en cuanto a tráfico marítimo de pasajeros por detrás del de Algeciras y el de Barcelona. Esto es debido a su proximidad a la costa de Marruecos y al gran tránsito de viajeros que tiene lugar desde o hacia África. Su terminal de pasajeros tiene actualmente 2200 m² y en ella se sitúan los atraques de los ferries, los puntos de venta y la aduana. En esta terminal de pasajeros operan las navieras FRS (Ferrys Rápidos del Sur) y Boughaz Express (GRUPO COMARIT) con salidas desde la ciudad y con destino a Tánger cada hora manteniendo un flujo constante de barcos.

### Transporte ferroviario
La estación ferroviaria más cercana es la de Algeciras, a 21 km de la ciudad. Trayectos hacia Granada, Córdoba y Madrid.

### Eurovelo
EuroVelo 8 o mediterránea, es una ruta ciclista transeuropea de larga distancia, que se inicia en la ciudad de Cádiz (España), atraviesa Tarifa y finaliza por la isla de Chipre.

### Senderos
Es la única localidad europea en la que confluyen tres grandes senderos, en concreto: Sendero europeo E4, Sendero europeo GR7 y Sendero europeo E9.

## Servicios públicos
Energía

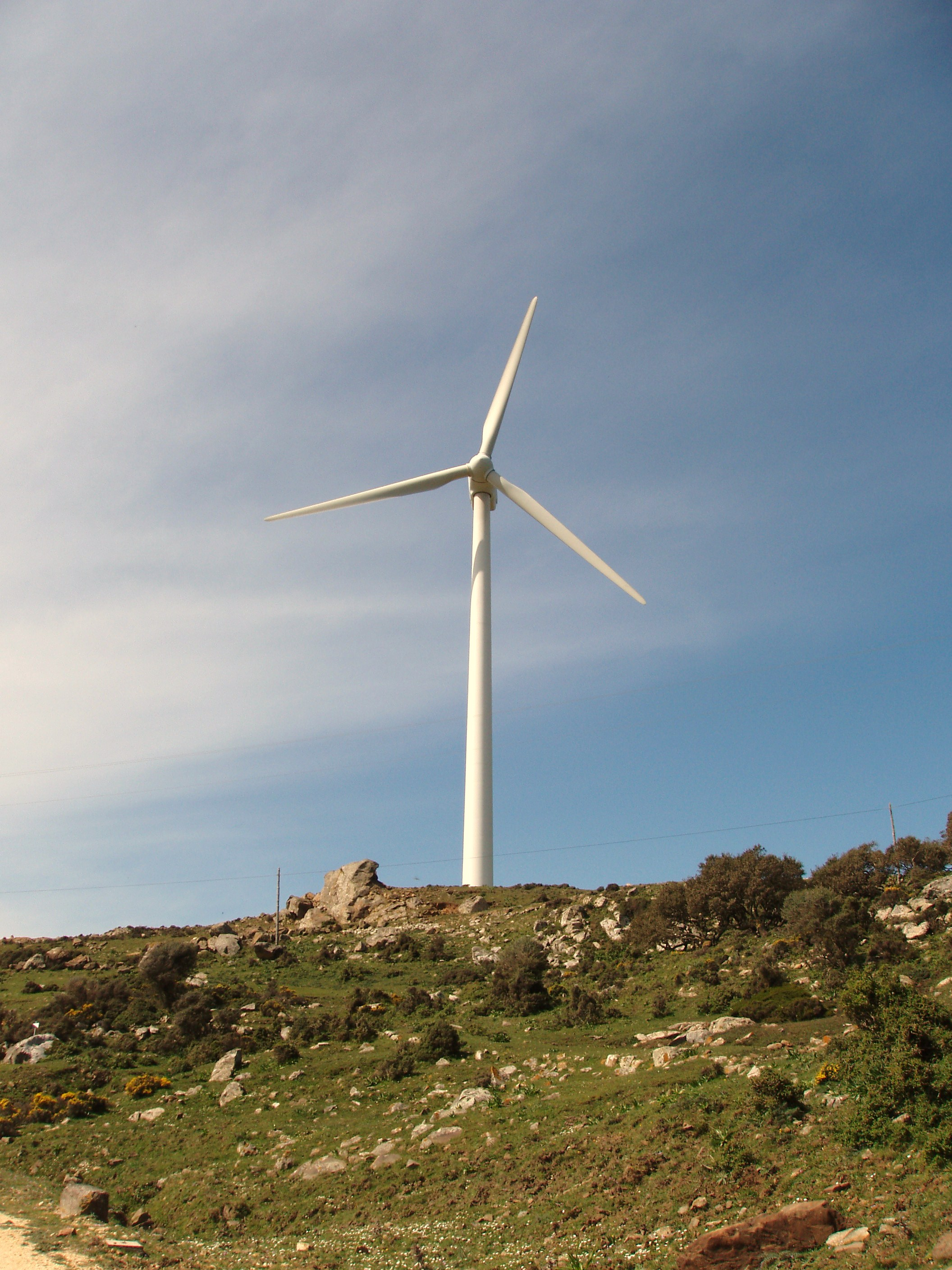
Aerogenerador en Tarifa

El suministro eléctrico en la ciudad de Tarifa y alrededores es realizado por la empresa privada Endesa mientras que el transporte es llevado a cabo por Red Eléctrica de España. El total de consumo energético de la ciudad durante 2007 fue de 68 060 kWh de los cuales correspondieron a consumo doméstico 27 939 kWh.
Cabe destacar que la localidad tiene instalado en su término municipal un importante parque de aerogeneradores eólicos, perteneciente a diversas empresas de energías renovables, reseñando que fue en este término municipal donde se instaló la primera planta de uso experimental de energía eólica de España en la década de los 80.
La energía eléctrica que llega a la ciudad proviene principalmente de la subestación del Pinar del Rey, que a su vez recibe la energía de las diferentes estaciones eléctricas, fundamentalmente de origen térmico, presentes en la Bahía de Algeciras, y de estos aerogeneradores instalados en la zona.
Agua potable
La ciudad de Tarifa y sus núcleos de población se abastecen principalmente de agua proveniente de los numerosos acuíferos localizados en su término municipal y que dadas las características edafológicas y geológicas de la zona próxima a los ríos Jara y Barbate son muy numerosos. Aparte de las aguas subterráneas existe una red de abastecimiento que transporta agua que en condiciones normales se utiliza para regadío desde el cercano embalse de Almodóvar que, construido en 1997, tiene capacidad para 6 hm³, o desde el embalse de Barbate construido en 1992 y con capacidad para 228 hm³. De los acuíferos presentes se toma agua para el consumo de núcleo principal de Tarifa desde los manantiales de Los Carrizales, La Palanca, La Senda, El Chivato y La Verruga, para el núcleo de Facinas desde los manantiales de Las Cabrerizas y la Garganta de Mariano, finalmente el núcleo de Tahivilla toma agua de los manantiales de Mesa de las Habas.
Limpieza
La limpieza de las vías públicas y recogida de residuos son coordinadas por la Delegación de Limpieza del Ayuntamiento de Tarifa a través de la empresa ARCGISA. Esta empresa pública pertenece a la Mancomunidad de Municipios del Campo de Gibraltar y son varios los municipios que tienen delegados en ella diversos servicios. En el caso de la ciudad de Tarifa ARCGISA lleva a cabo la limpieza de las vías públicas, siendo la única de la comarca que tiene mancomunado este servicio, y la recogida selectiva de residuos sólidos urbanos y su posterior tratamiento y eliminación.

## Bienestar social
Educación
En la ciudad de Tarifa existen actualmente siete centros educativos que garantizan la educación pública obligatoria a los escolares de la ciudad; de ellos una Escuela Infantil, tres centros de Educación Infantil y Primaria, dos Institutos de educación secundaria, uno de los cuales permite la realización de ciclos de Formación Profesional de grados medio y superior y un centro para adultos. Existen asimismo sendos centros de Educación Infantil y Primaria en los núcleos de Facinas y Tahivilla.
En la ciudad hay un Aula Abierta de la Universidad de Cádiz que realiza diversas actividades.
Sanidad
Según el Sistema Sanitario Público de Andalucía Tarifa pertenece al distrito A.G.S. Campo de Gibraltar que comprende a todas las poblaciones de la comarca. Este distrito se encuentra dividido en zonas básicas perteneciendo la ciudad de Tarifa y sus núcleos de población a una de ellas. De este modo, existen en la ciudad un centro de salud que cumple la función de primeros niveles asistenciales, un consultorio local en Facinas, otro en Tahivilla y un centro auxiliar en Bolonia. Los servicios hospitalarios especializados se llevan a cabo en el Hospital Universitario Punta de Europa, situado en Algeciras, que abarca junto al Hospital de La Línea de la Concepción la asistencia médica de todo el distrito sanitario.

## Patrimonio

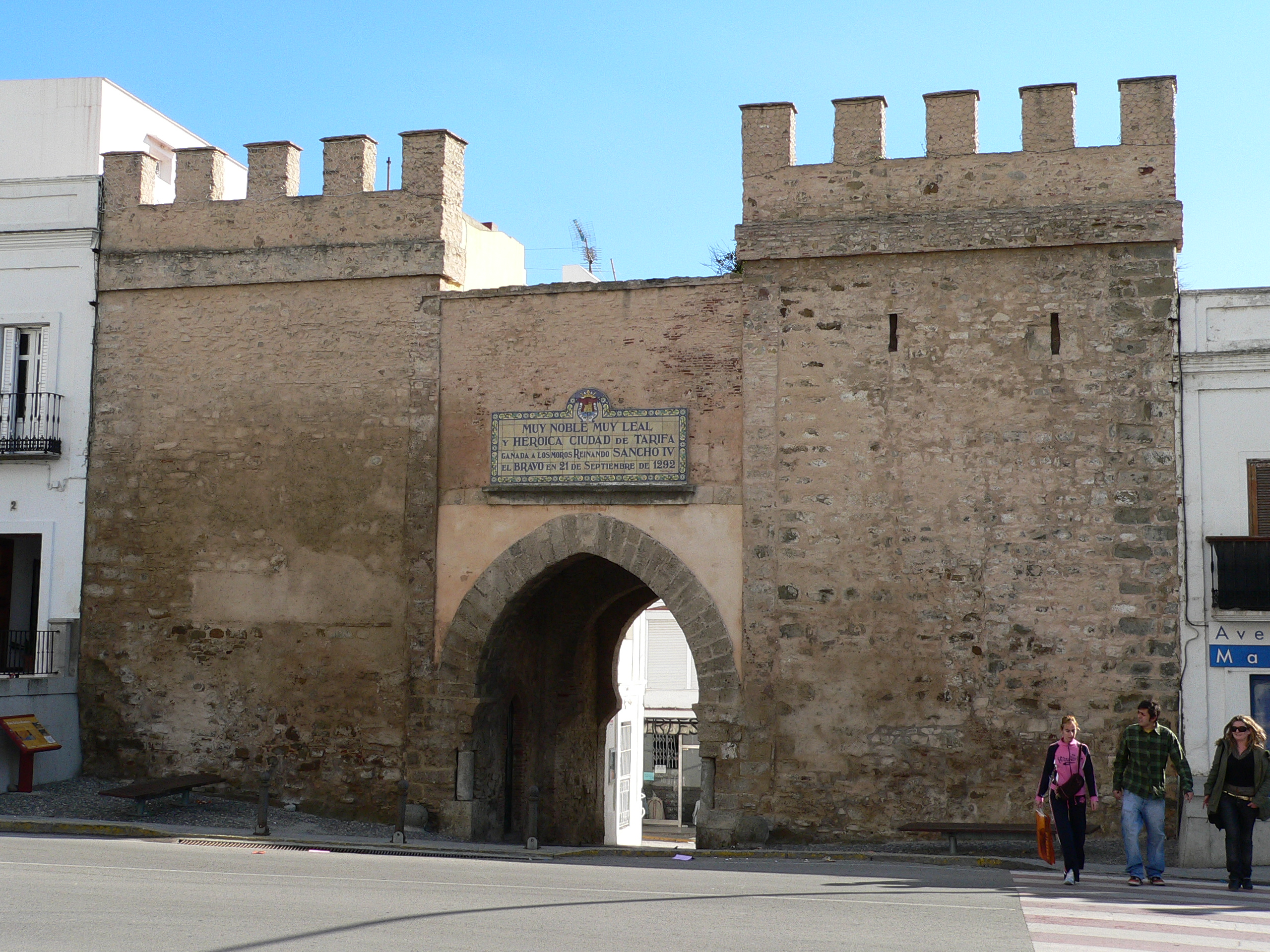
Puerta de Jerez.

El núcleo histórico de la ciudad de Tarifa, delimitado por sus antiguas murallas medievales, fue declarado en 2003 Bien de Interés Cultural en la categoría de Conjunto monumental. Del antiguo recinto amurallado se conservan amplios tramos bien en su situación original o bien integrados como parte de los edificios como ocurre en la zona de la Alameda, paseo arbolado peatonal construido en la segunda mitad del siglo XIX en cuyo extremo sur se encuentra el monumento a Guzmán el Bueno erigido en 1960 obra de Manuel Reiné Jiménez.

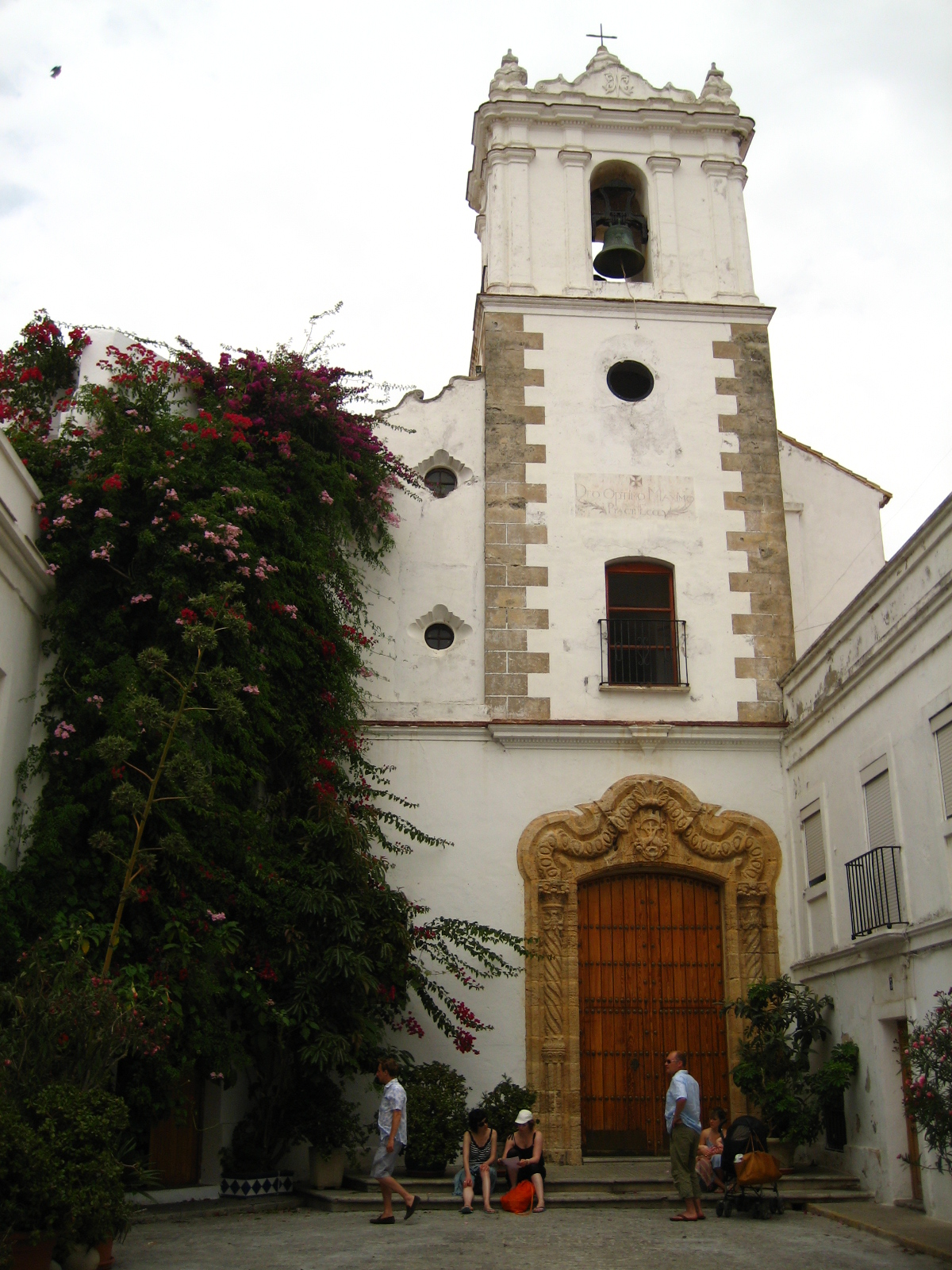
Iglesia de San Francisco.

De las tres puertas de la antigua medina han desaparecido la Puerta del Retiro situada al este y la Puerta del Mar al oeste, pero se conserva la llamada Puerta de Jerez que daba acceso desde el norte a la población. La Puerta de Jerez fue construida en el siglo XIII, probablemente en el tiempo en la ciudad estaba bajo el control benimerín, cuando se produjo la ampliación del recinto amurallado hacia el arrabal. Hoy día ha perdido su carácter de acceso acodado por las remodelaciones sufridas, pero su estructura externa se mantiene prácticamente sin alteraciones.
Al sur se encuentra el Castillo de Los Guzmanes. La fortaleza comenzó a construirse bajo el mandato de Abderramán III y sus obras concluyeron en 960 siendo modificada en múltiples ocasiones a lo largo de los años. Destaca dentro del conjunto que forma el castillo la denominada Torre de Guzmán el Bueno. Esta torre albarrana unida al castillo mediante una coracha de 40 m de altura fue construida en el siglo XIII y se conserva prácticamente en su integridad.
Ya intramuros son especialmente importantes diversas construcciones religiosas. La iglesia de Santiago, que se encuentra situada en el barrio de Jesús, o Aljaranda, fue levantada en el siglo XIV sobre los restos de una antigua mezquita. Es un templo de planta rectangular con una sola nave.
La iglesia de Santa María situada junto al castillo fue una mezquita posteriormente reedificada. La iglesia de San Francisco fue reedificada sobre un templo preexistente en 1797 y cuenta con una sobria fachada de estilo barroco y neoclásico. Por último la iglesia de San Mateo es el principal templo de la ciudad. Fue construida a principios del siglo XVI en estilo gótico. A pesar de los numerosos edificios que hoy día se encuentran adosados a los laterales del templo es posible observar la amplia fachada inacabada por la retirada de las subvenciones dadas por el marqués de Tarifa durante el pleito que se estableció con el concejo de la ciudad.
Fuera de las murallas de la ciudad, al oeste de la Torre de Guzmán, se encuentra el Castillo de Santa Catalina. Este fuerte se encuentra construido en el cerro del mismo nombre en el que en el siglo XVI se había construido una ermita. Con el objetivo de asegurar las baterías de la Isla de Las Palomas en 1813 el cuerpo de Ingenieros del Reino Unido construye, utilizando rocas del mismo cerro, el actual fuerte.
A lo largo de su término municipal llegan 8 las torres almenaras declaradas Bien de Interés Cultural que jalonan toda su costa y los valles interiores formando parte del sistema de vigilancia costera construido desde la Edad Media hasta el siglo XVI. Estas almenaras responden a muy diferentes tipologías en relación con el momento de su construcción como la llamada Torre de la Peña de planta cuadrada y cronología discutida, aunque ya existente en 1248 cuando se produjo la conquista castellana de Vejer de la Frontera, la Torre de Cabo de Gracia, de planta cilíndrica mandada construir en 1577 y reconvertida hoy en el faro de Camarinal, o la torre de Guadalmesí.

## Urbanismo

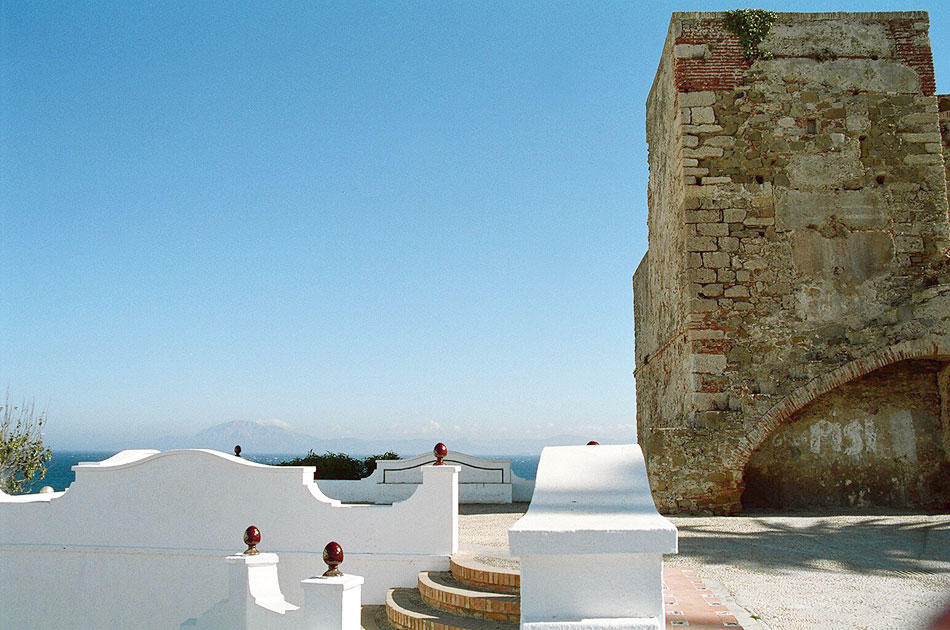
Plazuela del viento

El centro histórico de la ciudad se encuentra situado en el interior de las murallas medievales, que se conservan prácticamente en todo el perímetro al desestimarse durante el siglo XIX la posibilidad de derribarlas como se estaba haciendo en otros municipios españoles. Las viviendas del casco antiguo presentan una arquitectura típica de los pueblos de Andalucía, con edificios encalados de una o dos plantas. Se mantiene en esta zona el trazado medieval de la ciudad con estrechas calles sin ordenación urbanística alguna. La zona extramuros de Tarifa se comenzó a urbanizar a partir de los años 1970 naciendo la avenida de Andalucía como principal vía de la ciudad.

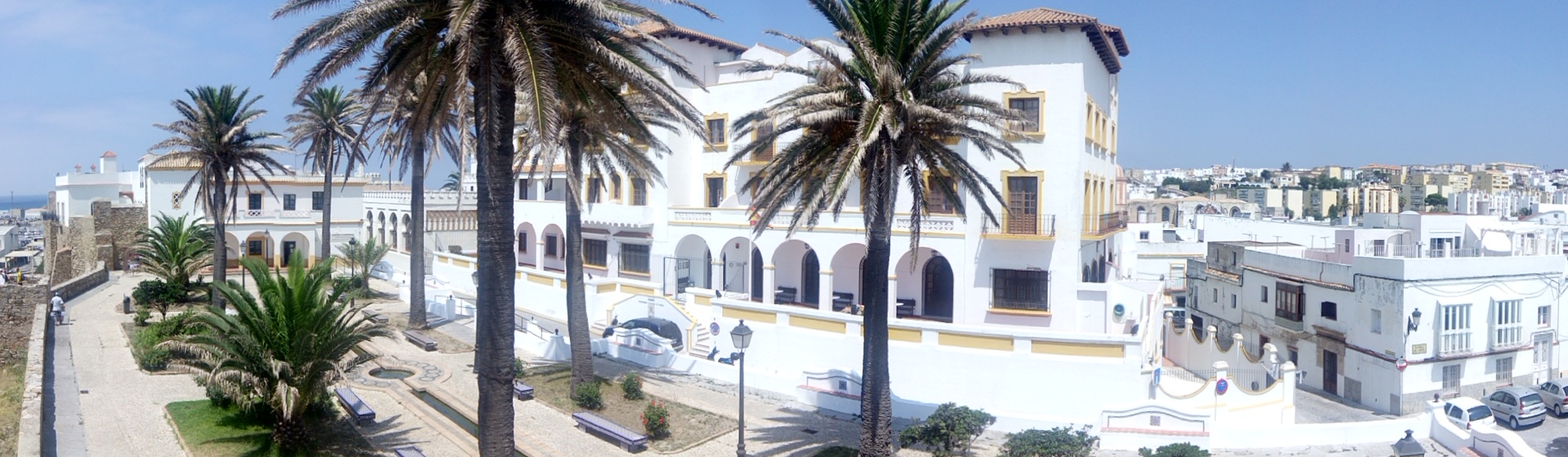
Vista de la calle Amarguras de Tarifa

La importancia de la población rural tiene como resultado la creación en 1957 de la Entidad Local Menor de Tahivilla. Posteriormente, en 1990, fue la población de Facinas constituida como Entidad Local Menor. El núcleo de Tahivilla nace como consecuencia de la reforma agraria emprendida durante la Segunda República española cuando las propiedades de Fernando Fernández de Córdoba, Duque de Lerma, pasan a propiedad nacional y se emprende la repoblación con campesinos. Facinas por su parte aparece citada en fuentes al menos desde el siglo XII y se mantiene poblada hasta la actualidad.
Otros asentamientos del término municipal tienen también un origen ganadero como las barriadas de El Almarchal o Bolonia o en la llegada del turismo durante la década de los años 90. En este sentido destaca especialmente la urbanización de Atlanterra, distante 42 kilómetros de Tarifa, que llega a alcanzar una población superior a 20 000 habitantes durante el verano.

## Cultura
Instalaciones culturales

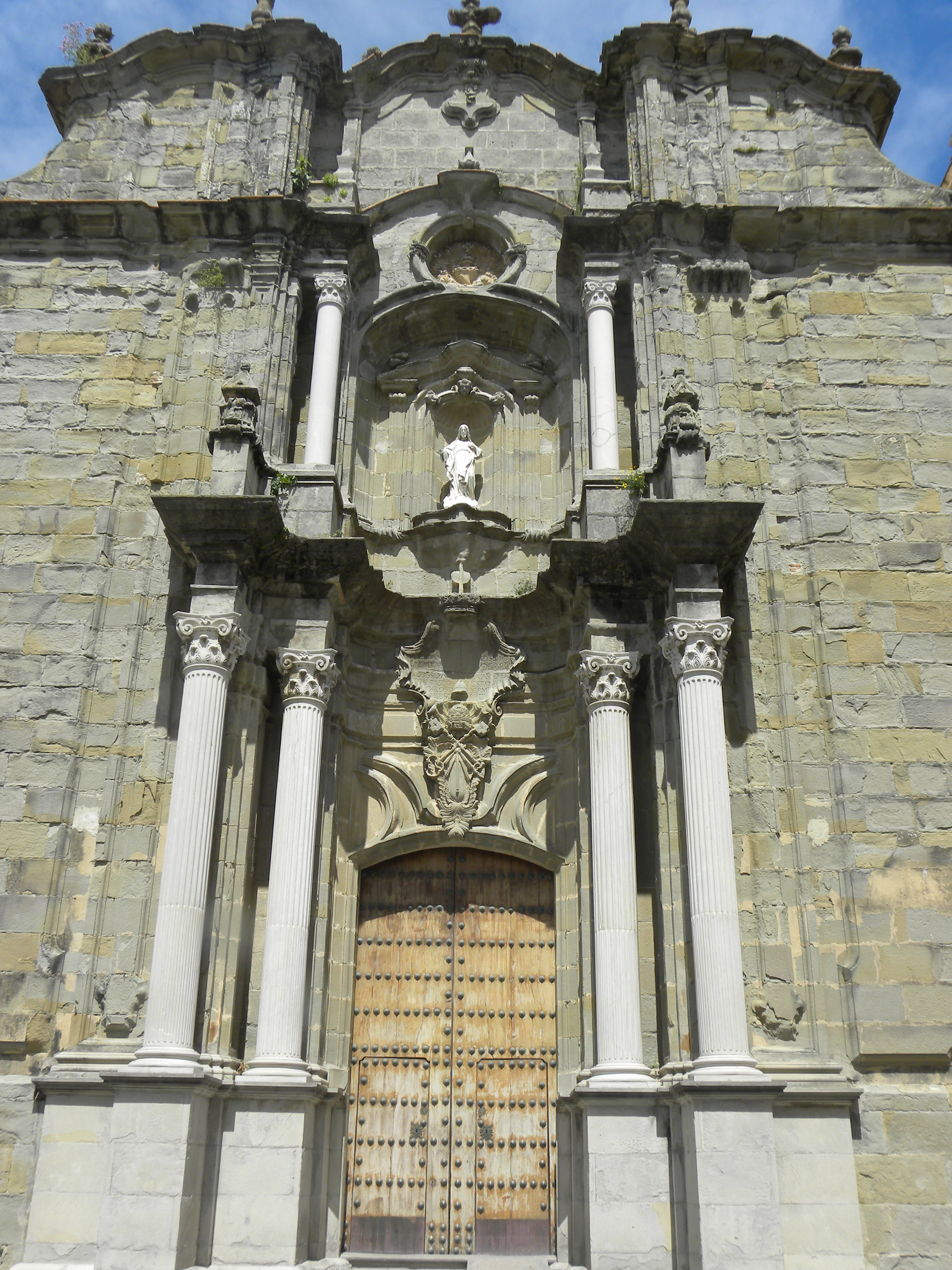
Iglesia de San Mateo.

El municipio posee tres bibliotecas públicas, la Biblioteca Municipal Mercedes Gaibrois de Tarifa que se encuentra en la plaza de Santa María de la localidad, la Biblioteca Municipal de Facinas situada en la plaza de la Merced de este núcleo y la biblioteca temática del Conjunto Arqueológico de Baelo Claudia.
La sala de exposición permanente del conjunto arqueológico de Baelo Claudia, situada en las proximidades del yacimiento romano, es un elemento de referencia dentro de la oferta cultural de la ciudad. El edificio es obra del arquitecto Guillermo Vázquez Consuegra, funcionando como centro de interpretación de los restos arqueológicos y como biblioteca temática. Se encuentra organizado en dos plantas a lo largo de las cuales se guía al visitante a lo largo de la historia de la ciudad permitiendo a la vez una amplia visión del conjunto de Baelo y de toda la ensenada de Bolonia.
Fiestas

El primer domingo de septiembre tiene lugar la llegada a la ciudad de la venerada Virgen de la Luz, desde su santuario situado a 8 km de la ciudad, acompañada una gran cantidad de tarifeños y escoltada por cientos de jinetes a caballo en la denominada Cabalgata agrícola. Este acontecimiento, declarado «Fiesta de Interés Turístico de Andalucía» desde 2010, marca el comienzo de la Feria Real. Esta feria, la más importante de las celebraciones de la localidad, se extiende durante una semana que culmina con la Procesión de la Virgen por las calles de la ciudad. El 8 de septiembre, festividad de la Virgen de la Luz es fiesta local en Tarifa y se celebran distintos actos litúrgicos en el templo y relacionados con el mundo del caballo en el recinto ferial, con el paseo a caballo o las carreras de cintas.

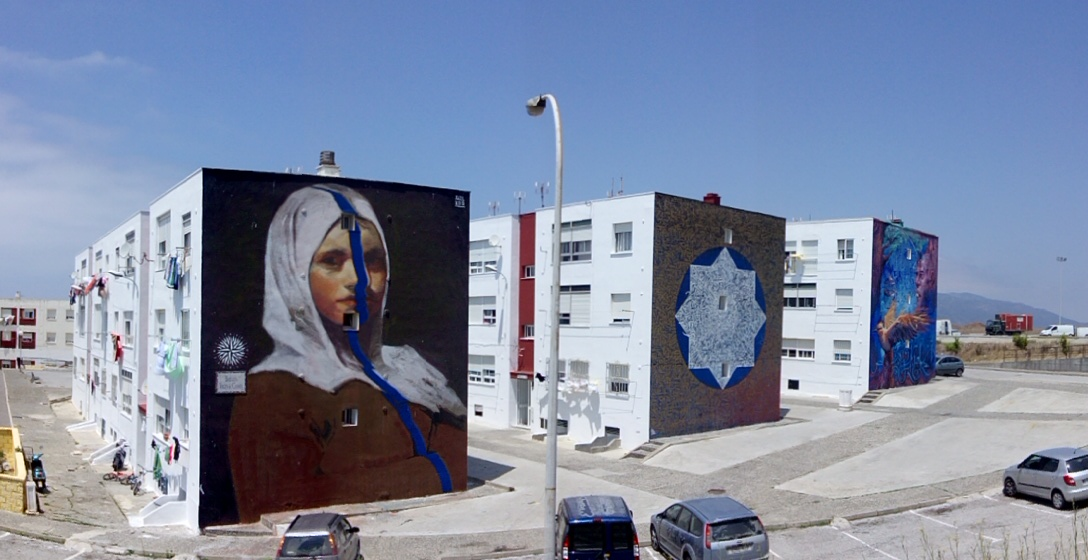
Vista de los murales desde la carretera Cádiz-Málaga en Tarifa

Una vez finalizada la Feria Real, la estancia de la Virgen en la ciudad se prolonga hasta el cuarto domingo de septiembre, día en el cual tiene lugar la Tradicional Romería, con una peregrinación al santuario situado en las afueras de la ciudad. La víspera a este domingo se realiza el multitudinario acto de la consagración del pueblo a su patrona, en el que miles de personas se despiden de la Virgen pasando bajo el manto.
Son también importantes las fiestas religiosas de Semana Santa de Tarifa, y la romería marítima de la Virgen del Carmen que tiene lugar el 16 de julio con la salida al mar de los barcos de la localidad y diversos eventos gastronómicos. Entre las fiestas seculares destaca el Carnaval, celebrado en febrero o la feria de ganado de octubre.
Eventos culturales
La ciudad es sede del Festival de Cine Africano de Tarifa (FCAT) organizado por el Centro de Divulgación Cultural del Estrecho Al Tarab y apoyada por la Diputación de Cádiz, la Mancomunidad de Municipios del Campo de Gibraltar y la Organización Dos Orillas.